# Bundespräsidentenwahl in Österreich 2016

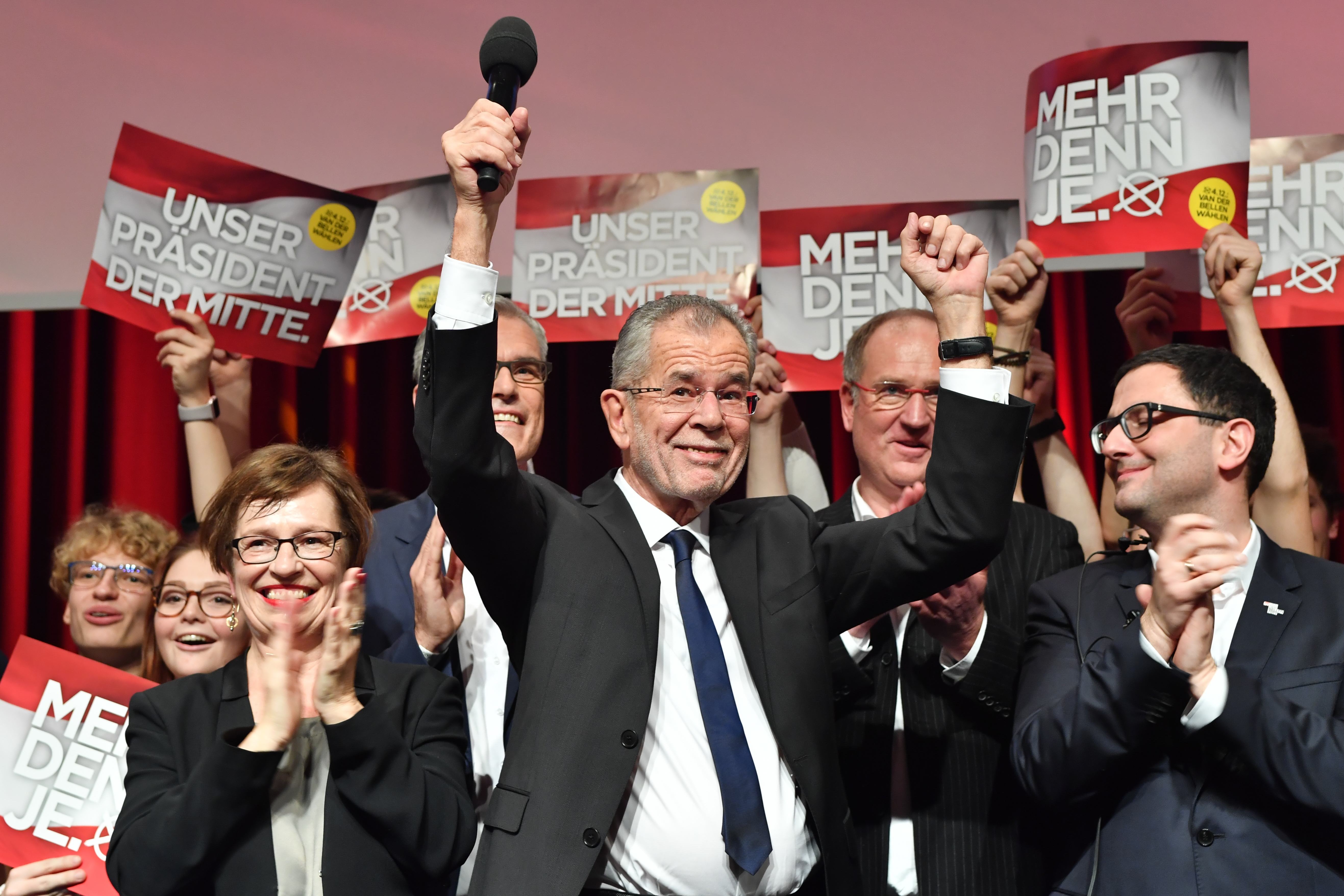
Alexander Van der Bellen am Abend der Wahl

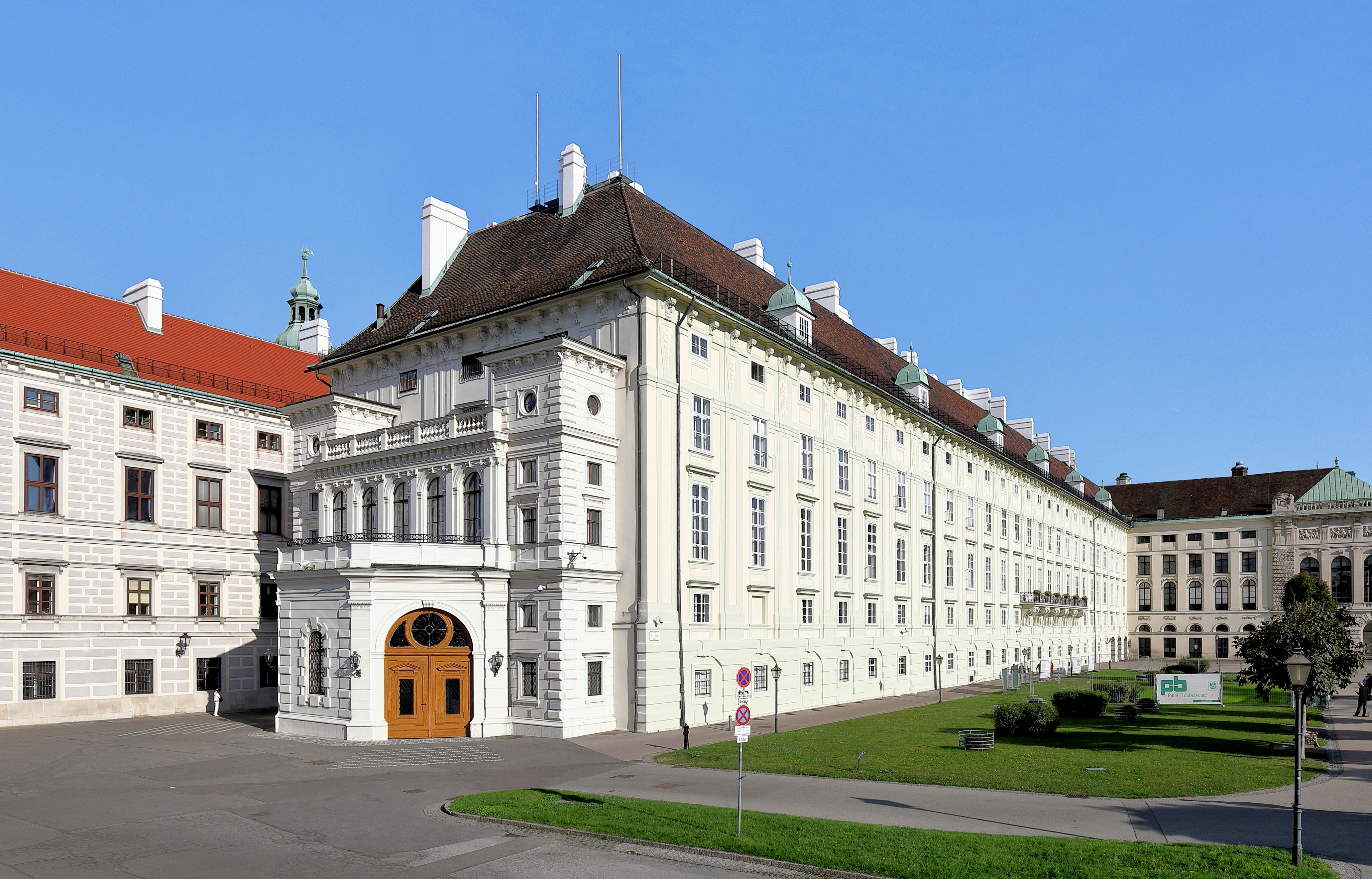
Seit 1946 Amtssitz des Bundespräsidenten: der Leopoldinische Trakt der Hofburg in Wien

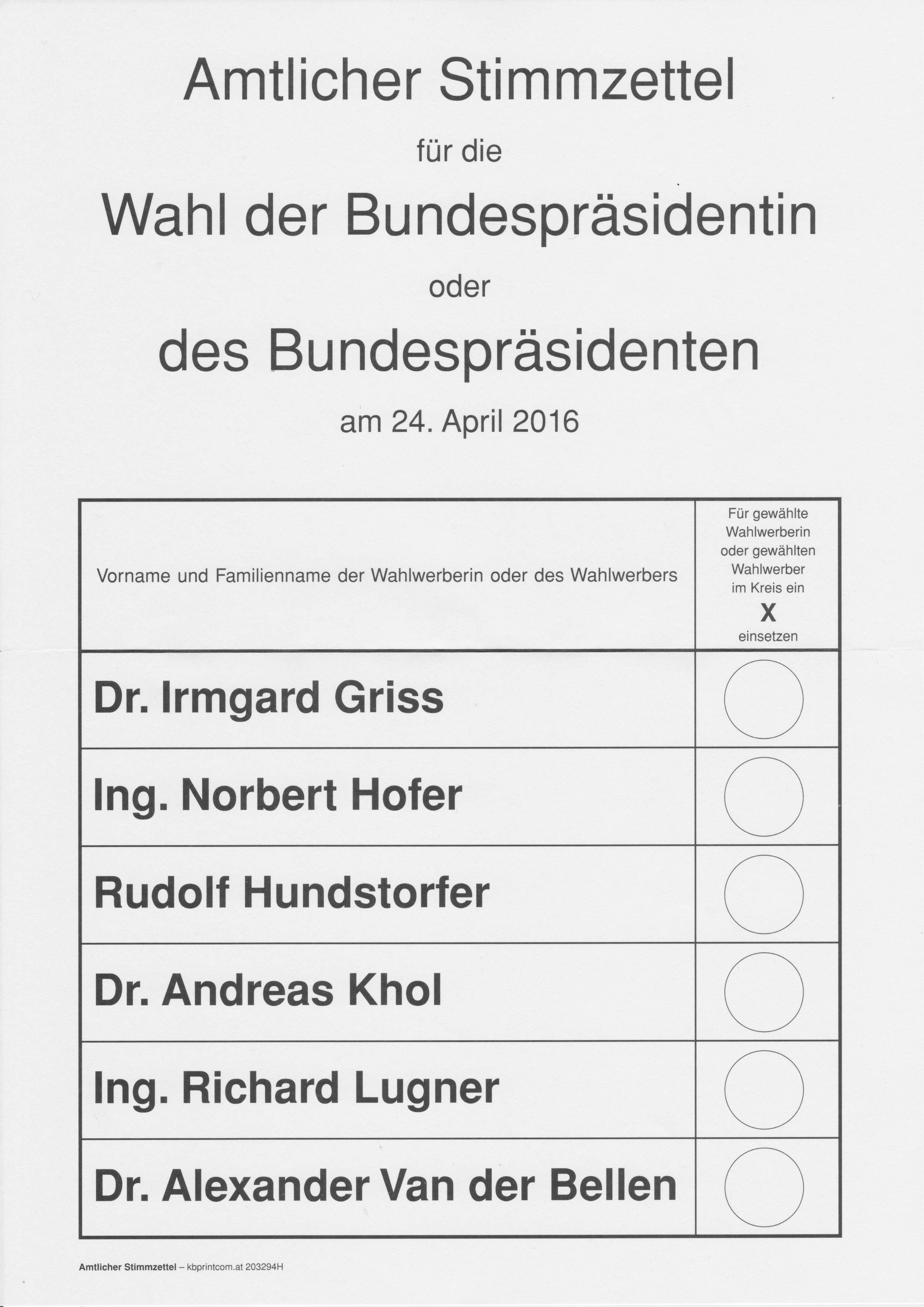
Muster des amtlichen Stimmzettels für den ersten Wahlgang

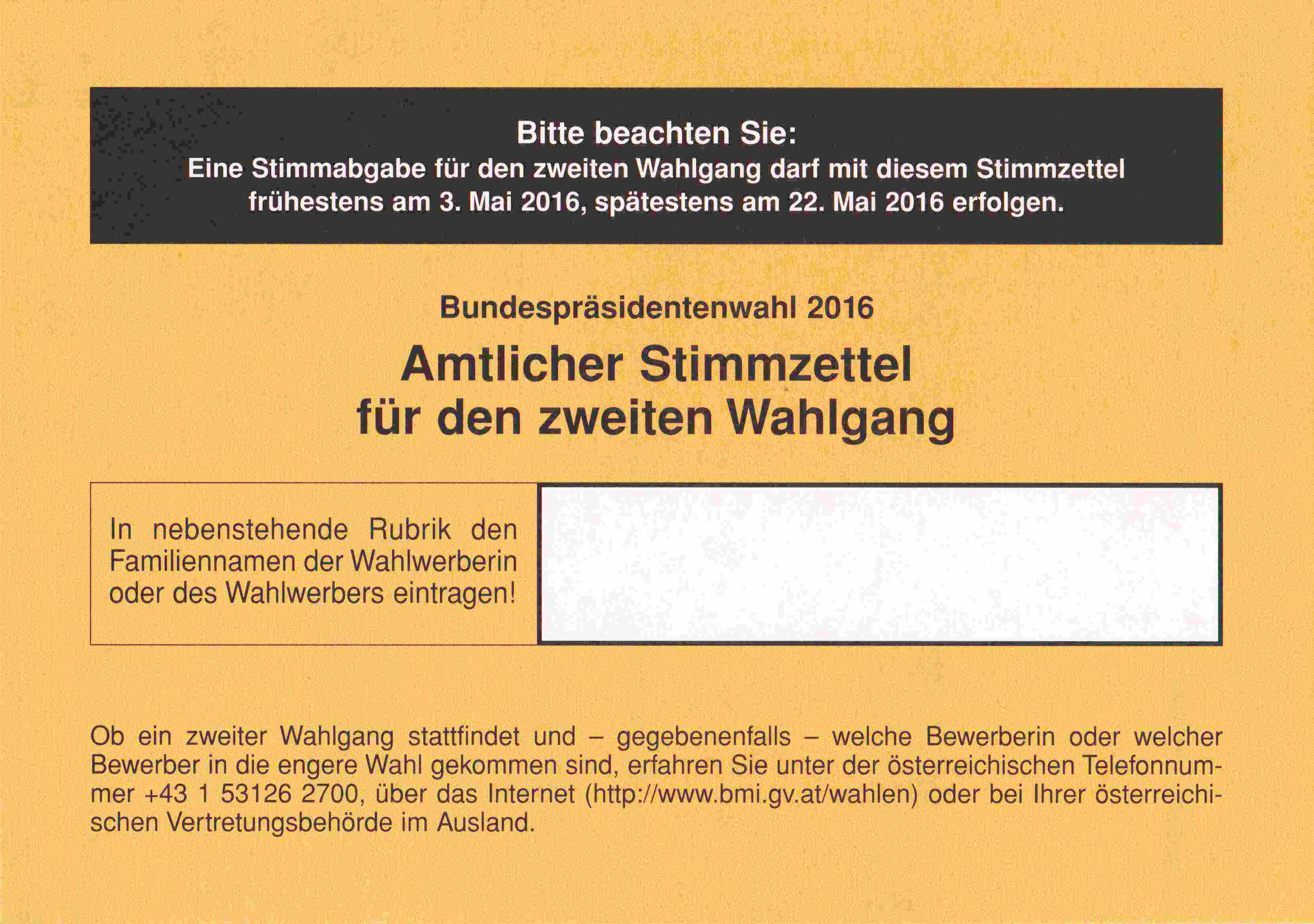
Muster des amtlichen Stimmzettels für den zweiten Wahlgang (Stichwahl) im Wege der Briefwahl

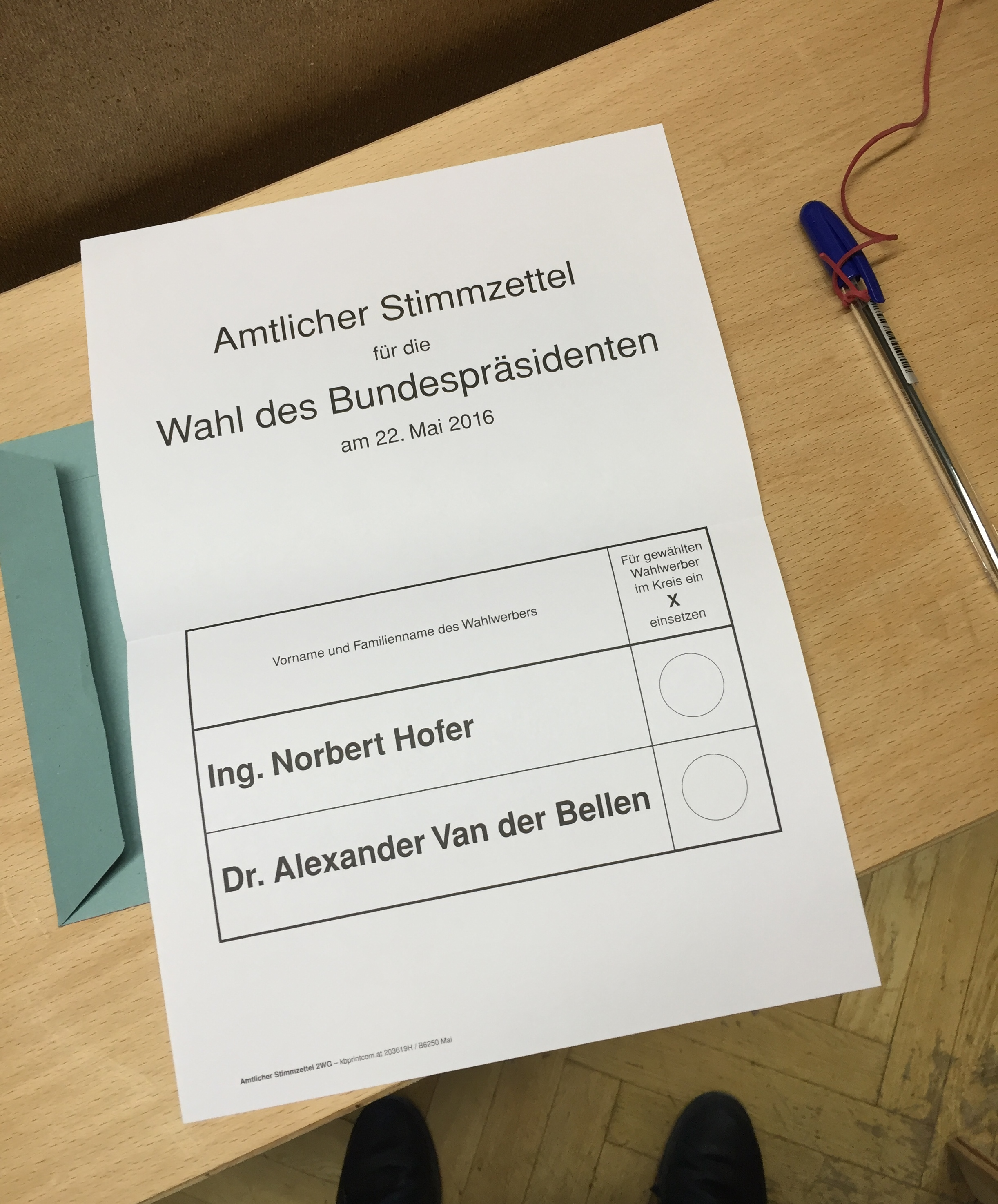
Stimmzettel für den (aufgehobenen) zweiten Wahlgang in der Wahlzelle

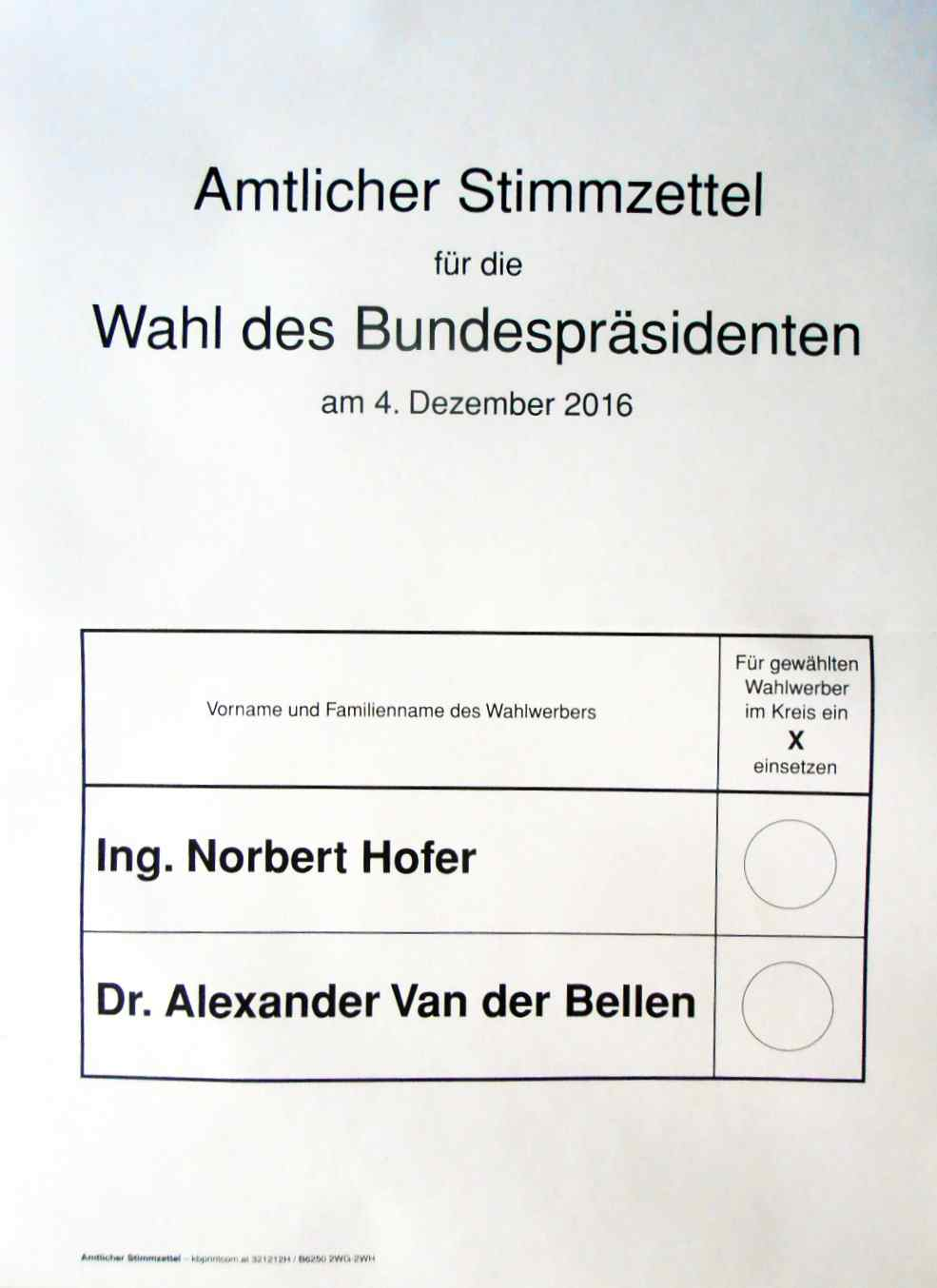
Stimmzettel für die Wiederholung des zweiten Wahlganges

Die Bundespräsidentenwahl in Österreich 2016 (kurz BPW 2016, im Amtsgebrauch auch BPW ’16) war die 13. Direktwahl eines österreichischen Staatsoberhaupts durch das Bundesvolk seit der Bundespräsidentenwahl 1951. Ungewöhnlich war ihre Dauer von über sieben Monaten, konkret von April bis Dezember.
Der seit 2004 amtierende Bundespräsident Heinz Fischer durfte nicht nochmals zur Wiederwahl antreten. Zum ersten Wahlgang am 24. April traten sechs Kandidaten an: fünf Männer und eine Frau. Dies war die höchste Anzahl seit der Wahl im Jahr 1951 mit ebenfalls sechs Kandidaten. Im ersten Wahlgang qualifizierten sich bei einer Wahlbeteiligung von 68,5 % Norbert Hofer mit 35 % und Alexander Van der Bellen mit 21 % der gültigen Stimmen für die Stichwahl.
Aus der Stichwahl am 22. Mai 2016 ging bei einer Wahlbeteiligung von 72,7 % Van der Bellen mit 50,3 % gegenüber Hofer mit 49,7 % als Sieger hervor, was erst nach Auszählung der Briefwahlstimmen am folgenden Tag feststand. Der Verfassungsgerichtshof (VfGH) hob jedoch aufgrund der von Heinz-Christian Strache als Hofers Zustellungsbevollmächtigtem eingebrachten Wahlanfechtung die Wahl wegen Verstößen gegen das Wahlgesetz bei der Handhabung der Briefwahlstimmen sowie wegen der zu frühen Veröffentlichung von ersten Ergebnissen am Wahltag noch vor Wahlschluss auf, wodurch die Wiederholung des zweiten Wahlgangs in ganz Österreich erforderlich wurde. Tatsächlich konnten aber keinerlei Manipulationen nachgewiesen werden, und die Wahrscheinlichkeit, dass bei Unterbleiben der Verstöße der andere Kandidat gesiegt hätte, war Statistikexperten zufolge verschwindend gering.
Als Termin für die Wahlwiederholung war zunächst der 2. Oktober 2016 festgelegt worden, aber nach einer Panne bei der Herstellung von Briefwahlunterlagen wurde dieser Wahltermin durch ein gesondertes Bundesgesetz auf den 4. Dezember 2016 verschoben. An dieser Wahl durften auch Bürger teilnehmen, die zum Zeitpunkt der ersten Wahl noch nicht wahlberechtigt waren, wobei als Stichtag für die neu anzulegenden Wählerverzeichnisse der 27. September 2016 festgelegt wurde.
Am 4. Dezember 2016 konnte sich Alexander Van der Bellen mit 53,8 % erneut gegen Norbert Hofer mit 46,2 % der gültigen Stimmen durchsetzen. Die Wahlbeteiligung erhöhte sich gegenüber dem aufgehobenen Wahlgang auf 74,2 %. Am 26. Jänner 2017 wurde er als neuer Bundespräsident angelobt.

## Wahlrecht

### Formale Voraussetzungen
Die gesetzlichen Bestimmungen zur Bundespräsidentenwahl finden sich im Bundespräsidentenwahlgesetz 1971 (BPräsWG), in Verbindung mit dem Art. 60 Bundes-Verfassungsgesetz (B-VG). Wahlberechtigt sind österreichische Staatsbürger, die spätestens mit Ablauf des Tages der Wahl das 16. Lebensjahr vollendet haben und nicht durch eine gerichtliche Verurteilung vom Wahlrecht ausgeschlossen sind. Für das passive Wahlrecht ist zusätzlich die Vollendung des 35. Lebensjahres erforderlich.
Als Voraussetzung, um als Kandidat zur Wahl des Bundespräsidenten antreten zu können, müssen bei der beim Innenministerium eingerichteten weisungsfreien Bundeswahlbehörde gemeinsam mit dem Kandidatenvorschlag mindestens 6.000 angeschlossene Unterstützungserklärungen vorgelegt werden; gleichzeitig muss gemäß § 7 BPräsWG ein Kostenbeitrag von 3.600 Euro erbracht werden. Letzte Einbringungsfrist ist der 37. Tag vor dem Wahltag um 17 Uhr, dies war diesmal der 18. März 2016. Die Nachfrist zur Behebung von Mängeln, wie etwa einer unzureichenden Anzahl von Unterstützungserklärungen, endete am 22. März 2016. Kandidaten, denen das Einbringen eines gültigen Wahlvorschlags nicht gelang, erhalten gemäß § 9 BPräsWG ihren Kostenbeitrag zurück. Die endgültige Kandidatenliste stand am 24. März 2016 fest.
Gewählt ist jene wahlwerbende Person, die die absolute Mehrheit der abgegebenen gültigen Stimmen erhält (§ 17 erster Satz BPräsWG). Ist dies im ersten Wahlgang für keinen der Wahlwerber der Fall, so findet ein zweiter Wahlgang zwischen den beiden Kandidaten statt, die im ersten Wahlgang die meisten Stimmen erhalten haben („engere Wahl“, § 18). Bei gleicher Stimmenanzahl zweier Bewerber entscheidet das vom Bundeswahlleiter zu ziehende Los über die Teilnahme am zweiten Wahlgang (§ 18 letzter Satz).
Für den Fall, dass aus dem zweiten Wahlgang kein Wahlwerber mit Mehrheit gültiger Stimmen (das ist mindestens 50 % plus eine Stimme) hervorgeht, sondern beide Stimmengleichstand erlangt haben, ist nach § 20 Abs. 3 die engere Wahl – unter sinngemäßer Anwendung der Wahlbestimmungen für den zweiten Wahlgang – so lang zu wiederholen, bis sich eine Mehrheit entsprechend § 17 erster Satz (siehe oben) ergibt.

### Folgen der Aufhebung des „Habsburgerparagrafen“
Erstmals durften auch „Mitglieder regierender Häuser oder ehemals regiert habender Familien“ zur Wahl antreten. Der Ausschluss vom passiven Wahlrecht zum Bundespräsidenten, von dem – je nach rechtlicher Auslegung – in erster Linie die Mitglieder der Familie Habsburg-Lothringen betroffen waren, fand nicht mehr statt. Die entsprechende Änderung des Bundes-Verfassungsgesetzes wurde vor der Bundespräsidentenwahl 2010 insbesondere vom kaiserlichen Nachfahren Ulrich Habsburg-Lothringen betrieben. Der Ausschluss vom passiven Wahlrecht wurde mit dem Wahlrechtsänderungsgesetz 2011 aufgehoben; die Änderung trat mit dem 1. Oktober 2011 in Kraft. Für die Wahl 2016 hat keine der in Frage kommenden Personen einen Wahlvorschlag eingereicht.

### Anzahl der Wahlberechtigten
Bei dieser Bundespräsidentenwahl gab es nach Ablauf der Berichtigungsfrist der Wählerlisten 6.382.507 aktiv Wahlberechtigte. Dies waren 1.801 weniger als bei der Nationalratswahl 2013. Die endgültige Zahl der auf Grund ihrer Eintragung in die Wählerevidenz einer Gemeinde wahlberechtigten Auslandsösterreicher betrug 42.830.

## Kandidaten
|                 |                                  |                                        |                             |                 |                                 |
| Irmgard Griss   | Norbert Hofer                    | Rudolf Hundstorfer                     | Andreas Khol                | Richard Lugner  | Alexander Van der Bellen        |
| Unabhängig      | Freiheitliche Partei Österreichs | Sozialdemokratische Partei Österreichs | Österreichische Volkspartei | Unabhängig      | Unabhängig, Mitglied der Grünen |
| Erster Wahlgang | Erster Wahlgang                  | Erster Wahlgang                        | Erster Wahlgang             | Erster Wahlgang | Erster Wahlgang                 |
|                 | Zweiter Wahlgang                 |                                        |                             |                 | Zweiter Wahlgang                |

Sechs Personen brachten bis zum Stichtag, dem 18. März 2016, gültige Wahlvorschläge bei der Bundeswahlbehörde ein. Die erforderlichen mindestens 6.000 Unterstützungserklärungen wurden von Richard Lugner in der gesetzlich vorgesehenen dreitägigen Nachfrist, von den anderen Kandidaten bereits am 18. März 2016 der Bundeswahlbehörde vorgelegt.

### Irmgard Griss
Irmgard Griss, die Vorsitzende der Untersuchungskommission zur Causa Hypo Alpe Adria, entschloss sich im Oktober 2015, als Präsidentschaftskandidatin anzutreten, so sie dafür genug Unterstützung aus der Bevölkerung findet. Am 18. Dezember gab sie in einer Pressekonferenz ihre Kandidatur als unabhängige Kandidatin bekannt. Ihren Wahlkampf finanzierte sie über ihren dafür gegründeten Unterstützungsverein aus Spenden. Griss wurde von den NEOS sowie der FPÖ zu einem Hearing eingeladen. Während die FPÖ danach die Unterstützung eher ausschloss, gab der NEOS-Parteivorsitzende Matthias Strolz bekannt, Griss Plattformen zu bieten und sie beratend, jedoch nicht finanziell, unterstützen zu wollen. Am 8. März 2016, dem Weltfrauentag, gab Griss bekannt, als erste Kandidatin ihr Antreten bei der Wahl gesichert zu haben.

### Norbert Hofer
Die Freiheitliche Partei Österreichs (FPÖ) präsentierte am 28. Jänner 2016 den Dritten Nationalratspräsidenten Norbert Hofer als Kandidaten für die Bundespräsidentenwahl. Ursprünglich hätte Ursula Stenzel, die im Zusammenhang mit der Wiener Wahl 2015 zur FPÖ gewechselte ehemalige ÖVP-Bezirksvorsteherin des ersten Bezirks in Wien, als Präsidentschaftskandidatin der FPÖ aufgestellt werden sollen. Da sie jedoch in FPÖ-Parteikreisen zu sehr polarisierte, wurde Norbert Hofer gefragt. Dieser hatte jedoch zunächst eine Kandidatur abgelehnt, da er sich für das Amt des Bundespräsidenten als zu jung empfand. Der FPÖ-Bundesparteivorstand konnte ihn letztlich doch von der Kandidatur überzeugen.

### Rudolf Hundstorfer
Die Sozialdemokratische Partei Österreichs (SPÖ) präsentierte am 15. Jänner 2016 erwartungsgemäß den damals amtierenden Sozialminister Rudolf Hundstorfer als Kandidaten. Zuvor hatte das Parteipräsidium auf Vorschlag von Bundeskanzler Werner Faymann Hundstorfer einstimmig zum Kandidaten ernannt. Hundstorfer trat, obwohl dies gesetzlich nicht erforderlich war, am 26. Jänner 2016 als Sozialminister zurück; die Bundesregierung wurde am gleichen Tag umgebildet, was drei ihrer SPÖ-Mitglieder betraf.

### Andreas Khol
Allgemein wurde erwartet, dass der niederösterreichische Landeshauptmann Erwin Pröll für die Österreichische Volkspartei (ÖVP) ins Rennen gehen würde. Da Pröll jedoch bis zuletzt nicht kandidieren wollte, präsentierte die ÖVP am 10. Jänner 2016 Andreas Khol als Präsidentschaftskandidaten. Khol war 23 Jahre lang Abgeordneter zum Nationalrat und vier Jahre davon dessen Präsident. Seit 20. September 2005 war Khol Obmann des Seniorenbundes. Diese Funktion übergab er am 14. Jänner 2016, im Zusammenhang mit seinem Eintritt in den Wahlkampf, an seine bisherige Stellvertreterin Ingrid Korosec.

### Richard Lugner
Richard Lugner trat bereits zur Bundespräsidentenwahl 1998 als Kandidat an und erreichte damals 9,91 % der Stimmen.
Am 29. Jänner 2016 kündigte Lugner in einem YouTube-Video gemeinsam mit seiner damaligen Frau Cathy Lugner seine Kandidatur an. Lugner wurde während der Phase des Sammelns von Unterstützungserklärungen von der Bundeswahlbehörde im Innenministerium bei der Staatsanwaltschaft angezeigt, da er für die Unterzeichnung von Unterstützungserklärungen gratis Kinokarten verteilt hatte, worin die Behörde eine gerichtlich strafbare Handlung vermutete. Tags darauf beendete Lugner aufgrund der unklaren Rechtslage die Aktion. Die Staatsanwaltschaft stellte das Verfahren schließlich ein, da es nicht strafbar sei, für die Übergabe von Unterstützungserklärungen Gegenleistungen (Kinokarten) zu vergeben.

### Alexander Van der Bellen
Alexander Van der Bellen gab seine Kandidatur am 8. Jänner 2016 mittels eines YouTube-Videos bekannt. Van der Bellen trat offiziell als unabhängiger Kandidat und nicht als Parteikandidat der Grünen an, von denen er jedoch unterstützt wurde. Neben personeller Unterstützung hat er von den Grünen auch finanzielle Unterstützung erhalten. Die NEOS kündigten an, Van der Bellen ähnlich wie bereits Irmgard Griss zu unterstützen.

### Parlamentsparteien ohne Kandidaten

#### NEOS
Die NEOS – Das Neue Österreich und Liberales Forum entschlossen sich dazu, für die Bundespräsidentenwahl 2016 keinen Kandidaten aufzustellen. Man werde jedoch einen (nicht finanziellen) Beitrag zum Erfolg der überparteilichen Kandidatur von Irmgard Griss leisten. Im Februar luden die NEOS, wie bereits zuvor Griss, Van der Bellen zu einem Hearing ein. Im März gab Parteichef Matthias Strolz bekannt, dass die NEOS beiden Kandidaten nicht abgeneigt seien, aber Irmgard Griss präferierten. Am Abend nach dem ersten Wahlgang gab Strolz für den in die Stichwahl gekommenen Van der Bellen seine „klare Präferenz“ ab.

#### Team Stronach
Das Team Stronach wollte im Jänner 2016 über einen möglichen Kandidaten entscheiden, stellte jedoch keine Person zur Kandidatur auf.

### Bekannte Personen, die kandidieren wollten
Die folgenden Personen gaben ihre Kandidatur bekannt, brachten jedoch keinen rechtsgültigen Wahlvorschlag bei der Bundeswahlbehörde ein:
- El Awadalla, zuletzt Kandidatin bei der Landtags- und Gemeinderatswahl in Wien 2015 für das politische Bündnis Wien anders; erreichte laut eigenen Angaben rund 5.400 Unterstützungserklärungen.[42][43]
- Robert Marschall, Parteiobmann der EU-Austrittspartei.[44] Er hatte zwar fristgerecht einen Wahlvorschlag eingereicht, die erforderliche Zahl von Unterstützungserklärungen aber auch in der dreitägigen Nachfrist nicht erreicht, womit dieser als nicht eingebracht galt.[19]
- Martin Wabl scheiterte auch in seinem vierten Versuch nach 1998, 2004 und 2010 an zu wenigen Unterstützungserklärungen.[42]

## Wahlkampf

### Umfragen vor dem ersten Wahlgang
| \| Institut \| Befragte \| Veröffentlichung \| Griss \| Hofer \| Hundstorfer \| Khol \| Lugner \| Van der Bellen \| \| ------------------- \| -------- \| ---------------- \| ----- \| ----- \| ----------- \| ---- \| ------ \| -------------- \| \| meinungsraum.at[45] \| 600 \| 19. April 2016 \| 24 % \| 22 % \| 14 % \| 9 % \| 5 % \| 26 % \| \| OGM[46] \| 889 \| 18. April 2016 \| 22 % \| 24 % \| 15 % \| 11 % \| 3 % \| 25 % \| \| Gallup[47] \| 400 \| 13. April 2016 \| 20 % \| 24 % \| 16 % \| 11 % \| 3 % \| 26 % \| \| Hajek[48] \| 700 \| 8. April 2016 \| 19 % \| 24 % \| 14 % \| 12 % \| 4 % \| 27 % \| \| OGM[49] \| 1013 \| 8. April 2016 \| 21 % \| 22 % \| 17 % \| 13 % \| 2 % \| 24 % \| \| Unique Research[50] \| 429 \| 7. April 2016 \| 18 % \| 23 % \| 14 % \| 12 % \| 4 % \| 29 % \| \| Gallup[51] \| 400 \| 7. April 2016 \| 21 % \| 23 % \| 14 % \| 12 % \| 4 % \| 26 % \| \| Spectra[52] \| 1000 \| 24. März 2016 \| 20 % \| 21 % \| 14 % \| 13 % \| 3 % \| 29 % \| \| SORA[52] \| 1000 \| 24. März 2016 \| 19 % \| 21 % \| 14 % \| 13 % \| 3 % \| 30 % \| \| Gallup[53] \| 400 \| 24. März 2016 \| 19 % \| 21 % \| 17 % \| 13 % \| 5 % \| 25 % \| |          |                  |       |       |             |      |        |                |
| Institut | Befragte | Veröffentlichung | Griss | Hofer | Hundstorfer | Khol | Lugner | Van der Bellen |
| meinungsraum.at | 600      | 19. April 2016   | 24 %  | 22 %  | 14 %        | 9 %  | 5 %    | 26 %           |
| OGM | 889      | 18. April 2016   | 22 %  | 24 %  | 15 %        | 11 % | 3 %    | 25 %           |
| Gallup | 400      | 13. April 2016   | 20 %  | 24 %  | 16 %        | 11 % | 3 %    | 26 %           |
| Hajek | 700      | 8. April 2016    | 19 %  | 24 %  | 14 %        | 12 % | 4 %    | 27 %           |
| OGM | 1013     | 8. April 2016    | 21 %  | 22 %  | 17 %        | 13 % | 2 %    | 24 %           |
| Unique Research | 429      | 7. April 2016    | 18 %  | 23 %  | 14 %        | 12 % | 4 %    | 29 %           |
| Gallup | 400      | 7. April 2016    | 21 %  | 23 %  | 14 %        | 12 % | 4 %    | 26 %           |
| Spectra | 1000     | 24. März 2016    | 20 %  | 21 %  | 14 %        | 13 % | 3 %    | 29 %           |
| SORA | 1000     | 24. März 2016    | 19 %  | 21 %  | 14 %        | 13 % | 3 %    | 30 %           |
| Gallup | 400      | 24. März 2016    | 19 %  | 21 %  | 17 %        | 13 % | 5 %    | 25 %           |

### Umfragen vor dem zweiten Wahlgang
| Institut          | Befragte | Veröffentlichung | Hofer  | Van der Bellen | weiß nicht |
| ----------------- | -------- | ---------------- | ------ | -------------- | ---------- |
| Gallup            | 600      | 12. Mai 2016     | 53 %   | 47 %           | –          |
| MindTake Research | 505      | 10. Mai 2016     | 36,6 % | 33,5 %         | 29,9 %     |
| Gallup            | 400      | 29. April 2016   | 50 %   | 50 %           | –          |

Aufgrund der großen Diskrepanz zwischen den Umfragen vor dem ersten Wahlgang und dessen tatsächlichem Ergebnis hatten sich einige Tages- bzw. Gratiszeitungen dazu entschlossen, vor dem zweiten Wahlgang keine Umfragen mehr zu veröffentlichen. Dazu zählten beispielsweise Der Standard oder Heute. Maximal eine kleine Meldung und eine kritische Analyse wollte Die Presse veröffentlichen. Die Boulevardzeitungen Kronen Zeitung und Österreich bekundeten jedoch, bis zum zweiten Wahlgang weiterhin Umfragen zu publizieren. Schlussendlich publizierte lediglich die Zeitung Österreich weitere Umfragen.

### Umfragen vor der Wiederholung des zweiten Wahlgangs
| Institut        | Befragte | Veröffentlichung   | Hofer | Van der Bellen | weiß nicht |
| --------------- | -------- | ------------------ | ----- | -------------- | ---------- |
| Unique Research | 957      | 17. November 2016  | 49 %  | 51 %           | –          |
| Gallup          | 800      | 17. November 2016  | 52 %  | 48 %           | –          |
| Gallup          | 800      | 4. November 2016   | 51 %  | 49 %           | –          |
| Akonsult        | 607      | 3. November 2016   | 52 %  | 48 %           | –          |
| Gallup          | 800      | 22. Oktober 2016   | 51 %  | 49 %           | –          |
| Gallup          | 800      | 6. Oktober 2016    | 50 %  | 50 %           | –          |
| Gallup          | 800      | 24. September 2016 | 51 %  | 49 %           | –          |
| Gallup          | 800      | 15. September 2016 | 51 %  | 49 %           | –          |
| Gallup          | 600      | 8. September 2016  | 52 %  | 48 %           | –          |
| Unique Research | 800      | 8. September 2016  | 49 %  | 51 %           | –          |
| Hajek           | 700      | 2. September 2016  | 49 %  | 51 %           | –          |
| Gallup          | 600      | 24. August 2016    | 53 %  | 47 %           | –          |
| Gallup          | 600      | 11. August 2016    | 52 %  | 48 %           | –          |
| Gallup          | 600      | 28. Juli 2016      | 52 %  | 48 %           | –          |
| Gallup          | 600      | 6. Juli 2016       | 51 %  | 49 %           | –          |
| meinungsraum.at | 600      | 6. Juli 2016       | 37 %  | 37 %           | 26 %       |

### TV-Konfrontationen
Aufgrund der großen Anzahl an Kandidaten wurden vor allem im ORF-Fernsehen neue Formen der Präsentation der Kandidaten ergriffen. Am 14. April wurden Zweier-Konfrontationen zu je 15 Minuten von allen Kandidaten (ausgenommen von Richard Lugner) in der Sendung Die 2 im Gespräch übertragen. Die Moderatoren waren dabei Tarek Leitner und Marie-Claire Zimmermann. Am 21. April 2016 wurden alle Kandidaten in einer von Ingrid Thurnher moderierten Sendung, einer sogenannten „Elefantenrunde“, nach ihren Standpunkten befragt.
Im Wahlkampf vor der Stichwahl gab es am 14. Mai 2016 ein TV-Format des Senders ATV, in dem beide Kandidaten in einen Raum ohne Moderator gesetzt wurden und einander dort selbst befragen sollten. Dabei kam es zu aggressiven Auseinandersetzungen auf persönlicher Ebene, die internationales Aufsehen erregten. Analysten sprachen von einem „Schlamm-Catchen“; einen wesentlichen Teil der Begegnung nahmen Vorwürfe ein, was Unterstützer des jeweils anderen in sozialen Netzwerken an Beleidigungen gepostet hatten. Bei einem weiteren, moderierten Aufeinandertreffen fünf Tage später im ORF bemühten sich beide Kandidaten um ein deutlich staatsmännischeres Auftreten.

### Rücktritt und Nachfolge des Bundeskanzlers
In Folge des schlechten Ergebnisses des SPÖ-Kandidaten im ersten Wahlgang kam es in der Partei zu intensiven Diskussionen auch über Werner Faymann als Kanzler und Parteichef. Am 9. Mai 2016 erklärte dieser mit sofortiger Wirkung, sowohl vom Amt des Bundeskanzlers als auch als Vorsitzender der SPÖ zurückzutreten, da ihm für den unerlässlichen Neustart der Regierung der notwendige volle Rückhalt in der Partei fehle.
Bundespräsident Heinz Fischer betraute Vizekanzler Reinhold Mitterlehner mit der interimistischen Fortführung der Regierungsgeschäfte. Die SPÖ betraute den Wiener Bürgermeister und Landeshauptmann Michael Häupl bis zum Parteitag im Juni 2016 kommissarisch mit dem Parteivorsitz.
Der Vorstand der Sozialdemokratischen Partei Österreichs (SPÖ) einigte sich am 12. Mai 2016 auf den bereits mehrfach als SPÖ- und Regierungschef vorgeschlagenen Christian Kern, bisher Vorstandsvorsitzender der ÖBB-Holding AG, als Nachfolger im Amt des Bundeskanzlers und in der Funktion des Parteivorsitzenden. Am 17. Mai 2016 wurde Kern von Bundespräsident Heinz Fischer als Bundeskanzler angelobt.

## Ergebnisse

### Erster Wahlgang

#### Gesamtergebnis
Die Wahlbeteiligung lag bei 68,5 % (ohne Briefwahlstimmen aus den Wahlkarten: 60,0 %) und war damit gegenüber 2010 (53,6 %) um 14,9 Prozentpunkte höher. Das endgültige amtliche Endergebnis wurde von der Bundeswahlbehörde am 2. Mai 2016 festgestellt und anschließend mit Kundmachung verlautbart.
Im zweiten Wahlgang – der Stichwahl am 22. Mai 2016 – waren die beiden Kandidaten mit den höchsten Stimmenanteilen aus dem ersten Wahlgang wählbar: Norbert Hofer von der FPÖ und der formal unabhängige und von den Grünen unterstützte Alexander Van der Bellen.
|                    | Anzahl         | Anteil        | Anzahl        | Anteil  |
| ohne Briefwahl     | ohne Briefwahl | mit Briefwahl | mit Briefwahl |         |
| ------------------ | -------------- | ------------- | ------------- | ------- |
| Wahlberechtigte    | 6.382.507      |               | 6.382.507     |         |
| Wahlbeteiligung    |                | 59,99 %       |               | 68,50 % |
| Abgegebene Stimmen | 3.828.696      |               | 4.371.825     |         |
| • davon gültig     | 3.744.396      | 97,80 %       | 4.279.170     | 97,88 % |
| • davon ungültig   | 84.300         | 2,20 %        | 92.655        | 2,12 %  |

Nachstehend die mit Kundmachung vom 24. April veröffentlichten Gesamtsummen der auf die Wahlwerberin und auf die Wahlwerber abgegebenen gültigen Stimmen (Wahlwerbersummen):
| Kandidat                 | gültige Stimmen | Anteil  |
| ------------------------ | --------------- | ------- |
| Norbert Hofer            | 1.499.971       | 35,05 % |
| Alexander Van der Bellen | 913.218         | 21,34 % |
| Irmgard Griss            | 810.641         | 18,94 % |
| Rudolf Hundstorfer       | 482.790         | 11,28 % |
| Andreas Khol             | 475.767         | 11,12 % |
| Richard Lugner           | 96.783          | 2,26 %  |

#### Bundesländerergebnisse
| Bundesland       | Irmgard Griss | Irmgard Griss | Norbert Hofer | Norbert Hofer | Rudolf Hundstorfer | Rudolf Hundstorfer | Andreas Khol | Andreas Khol | Richard Lugner | Richard Lugner | Alexander Van der Bellen | Alexander Van der Bellen | Gültige Stimmen |
| Bundesland       | Zahl          | %             | Zahl          | %             | Zahl               | %                  | Zahl         | %            | Zahl           | %              | Zahl                     | %                        | Summe           |
| ---------------- | ------------- | ------------- | ------------- | ------------- | ------------------ | ------------------ | ------------ | ------------ | -------------- | -------------- | ------------------------ | ------------------------ | --------------- |
| Burgenland       | 21.870        | 12,44 %       | 73.676        | 41,90 %       | 30.802             | 17,52 %            | 22.910       | 13,03 %      | 3.317          | 1,89 %         | 23.278                   | 13,24 %                  | 175.853         |
| Kärnten          | 65.400        | 22,92 %       | 110.776       | 38,83 %       | 38.714             | 13,57 %            | 19.782       | 6,93 %       | 9.704          | 3,40 %         | 40.934                   | 14,35 %                  | 285.310         |
| Niederösterreich | 168.148       | 17,47 %       | 342.568       | 35,59 %       | 114.577            | 11,90 %            | 136.697      | 14,20 %      | 26.064         | 2,71 %         | 174.569                  | 18,13 %                  | 962.623         |
| Oberösterreich   | 131.013       | 17,47 %       | 263.487       | 35,13 %       | 88.419             | 11,79 %            | 99.432       | 13,26 %      | 14.259         | 1,90 %         | 153.436                  | 20,46 %                  | 750.046         |
| Salzburg         | 47.856        | 17,97 %       | 99.476        | 37,35 %       | 26.200             | 9,84 %             | 35.038       | 13,15 %      | 6.054          | 2,27 %         | 51.735                   | 19,42 %                  | 266.359         |
| Steiermark       | 143.176       | 21,76 %       | 255.552       | 38,84 %       | 67.945             | 10,33 %            | 63.866       | 9,71 %       | 13.511         | 2,05 %         | 113.877                  | 17,31 %                  | 657.927         |
| Tirol            | 59.372        | 19,24 %       | 109.552       | 35,51 %       | 18.796             | 6,09 %             | 38.969       | 12,63 %      | 6.660          | 2,16 %         | 75.190                   | 24,37 %                  | 308.539         |
| Vorarlberg       | 35.229        | 24,06 %       | 43.951        | 30,01 %       | 6.307              | 4,31 %             | 15.446       | 10,55 %      | 3.083          | 2,11 %         | 42.434                   | 28,98 %                  | 146.450         |
| Wien             | 138.577       | 19,09 %       | 200.933       | 27,67 %       | 91.030             | 12,54 %            | 43.627       | 6,01 %       | 14.131         | 1,95 %         | 237.765                  | 32,75 %                  | 726.063         |
| Österreich       | 810.641       | 18,94 %       | 1.499.971     | 35,05 %       | 482.790            | 11,28 %            | 475.767      | 11,12 %      | 96.783         | 2,26 %         | 913.218                  | 21,34 %                  | 4.279.170       |

#### Mehrheitsverteilungen (grafisch)

Mehrheitsverteilung auf Ebene der politischen Bezirke, Statutarstädte und Wiener Gemeindebezirke (inklusive Briefwahlstimmen)
Mehrheitsverteilung auf Ebene der Gemeinden (ohne Briefwahlstimmen)

### Zweiter (aufgehobener) Wahlgang
Der zweite Wahlgang wurde vom Verfassungsgerichtshof (VfGH) nach der Feststellung von Verstößen gegen das Wahlgesetz in der Handhabung der Briefwahlstimmen sowie wegen der zu frühen Veröffentlichung von ersten Ergebnissen am Wahltag noch vor Wahlschluss aufgehoben; die Wiederwahl wurde angeordnet. Die nachfolgenden Werte stellen somit kein gültiges Wahlergebnis mehr dar.
Die Wahlbeteiligung lag im zweiten Wahlgang bei 72,75 % (ohne Briefwahlstimmen aus den Wahlkarten: 60,75 %) und war damit gegenüber dem ersten Wahlgang mit 68,50 % um 4,25 Prozentpunkte höher.

#### Wahlkarten
Wahltermin der Stichwahl war der 22. Mai 2016, wobei Wahlkarten für diesen Wahlgang bis zum 18. Mai, 24 Uhr, angefordert werden konnten. Mit dem darin enthaltenen „Amtliche[n] Stimmzettel für den zweiten Wahlgang“ durfte per Briefwahl frühestens ab dem 3. Mai gewählt werden. Die verschlossenen Wahlkarten mussten spätestens am 22. Mai um 17 Uhr bei der Wahlbehörde eingetroffen sein oder konnten am Wahltag in jedem Wahllokal im Bundesgebiet abgegeben werden.
Mit 885.437 Wahlkarten, davon 38.931 an österreichische Staatsangehörige im Ausland, wurde die bisher höchste Anzahl bei bundesweiten Wahlen ausgestellt, von denen bei der Wahlbehörde 766.076 als abgegebene Stimmen eingelangt sind. Das entspricht einer Wahlbeteiligung der Briefwähler von 86,5 %. Davon waren 746.110 gültig (97,4 %, ein Minus von 1,1 Prozentpunkten gegenüber dem ersten Wahlgang mit 98,5).

#### Wahlgang
Gültig waren nur die Stimmen, die für die in die „engere Wahl“ (§ 18 BPräsWG) gewählten Kandidaten, Norbert Hofer und Alexander Van der Bellen, abgegeben wurden. Da das vorläufige amtliche Endergebnis ohne die Briefwahlstimmen sehr knapp ausgefallen war (Hofer: 51,93 %, + 15,88 % zum amtlichen Endergebnis im ersten Wahlgang; Van der Bellen: 48,07 %, + 26,73 %) und die Anzahl der Wahlkarten sehr hoch war, stand am Wahlabend noch kein Wahlgewinner fest. Bei einem Auszählungsgrad von zuletzt veröffentlichten 99,8 Prozent der Stimmen (ohne Briefwahlstimmen) wurde nach der letzten SORA/ORF-Hochrechnung am Wahlabend ein Gleichstand von jeweils rund 50 Prozent für die beiden Bewerber angegeben. Dabei wurden auch die Briefwahlstimmen nach den Erfahrungswerten des ersten Durchgangs hochgerechnet. Eine sich daraus ergebende Schwankungsbreite von 0,7 Prozent mit einem rund 31.300 Stimmen möglichen Abstand zwischen den beiden Kandidaten ließ jedoch keine eindeutige Prognose zu.
Aufgrund des knappen Ergebnisses am Wahltag konnte das vorläufige amtliche Endergebnis erst nach Auszählung der Briefwahlstimmen am 23. Mai um 16:43 Uhr vom Innenminister bekanntgegeben werden: Norbert Hofer, der Gewinner aus dem ersten Wahlgang, erreichte 2.223.458 der gültigen Stimmen, das sind 49,65 % (Briefwahl: 285.706; 38,3 %; + 12,7 Prozentpunkte gegenüber 1. WG). Alexander Van der Bellen ging aus der Stichwahl mit 2.254.484 gültigen Stimmen und 50,35 % hervor (Briefwahl: 460.404; 61,7 %; + 33,7 Prozentpunkte), sein Vorsprung auf Hofer betrug letztlich 31.026 Stimmen.
Damit wurde Alexander Van der Bellen designierter Bundespräsident.
Die Wahlanalysen zeigten, dass Hofer seine Mehrheiten in vielen ländlichen Bezirken erreichte und Van der Bellen in urbanen Ballungszentren punkten konnte und auch die acht Landeshauptstädte gewann.

#### Ungültige Wahlkarten, Korrekturen von Eingabefehlern
Laut einigen Meldungen wurden bei der Auszählung der Briefwahlkarten des zweiten Wahlgangs rund 46.800 davon ungültig und durften nicht mitgezählt werden. Bei 37.065 Wahlkarten war dies deshalb der Fall, weil die Wähler vergessen hatten, das Wahlkartenkuvert zu unterschreiben. Außerdem wurden 2.998 Wahlkarten schon vor der dafür vorgesehenen Frist, also vor dem 3. Mai 2016, abgeschickt und durften daher ebenfalls nicht als Briefwahlstimmen mitgezählt werden.
Aufgrund der Berichtigung von Eingabefehlern im Computersystem des Innenministeriums verringerte sich der Abstand von Alexander Van der Bellen auf Norbert Hofer von 31.026 gültigen Stimmen aus dem am 23. Mai bekannt gegebenen vorläufigen Endergebnis auf 30.863 gültige Stimmen aus dem am 1. Juni verlautbarten amtlichen Endergebnis.

#### Gesamtergebnis
|                    | Anzahl         | Anteil        | Anzahl        | Anteil  |
| ohne Briefwahl     | ohne Briefwahl | mit Briefwahl | mit Briefwahl |         |
| ------------------ | -------------- | ------------- | ------------- | ------- |
| Wahlberechtigte    | 6.382.507      |               | 6.382.507     |         |
| Wahlbeteiligung    |                | 60,75 %       |               | 72,75 % |
| Abgegebene Stimmen | 3.877.078      |               | 4.637.046     |         |
| • davon gültig     | 3.731.832      | 96,25 %       | 4.472.171     | 96,44 % |
| • davon ungültig   | 145.246        | 3,75 %        | 164.875       | 3,56 %  |

Nachstehend die mit dem amtlichen Endergebnis veröffentlichten Gesamtsummen der auf die beiden Wahlwerber abgegebenen gültigen Stimmen (Wahlwerbersummen):
| Kandidat                 | gültige Stimmen | Anteil  |
| ------------------------ | --------------- | ------- |
| Alexander Van der Bellen | 2.251.517       | 50,35 % |
| Norbert Hofer            | 2.220.654       | 49,65 % |

#### Bundesländerergebnisse
| Bundesland       | Alexander Van der Bellen | Alexander Van der Bellen | Norbert Hofer | Norbert Hofer | Gültige Stimmen |
| Bundesland       | Zahl                     | %                        | Zahl          | %             | Summe           |
| ---------------- | ------------------------ | ------------------------ | ------------- | ------------- | --------------- |
| Burgenland       | 67.249                   | 38,57 %                  | 107.128       | 61,43 %       | 174.377         |
| Kärnten          | 122.299                  | 41,90 %                  | 169.564       | 58,10 %       | 291.863         |
| Niederösterreich | 459.655                  | 47,35 %                  | 511.010       | 52,65 %       | 970.665         |
| Oberösterreich   | 397.119                  | 51,32 %                  | 376.647       | 48,68 %       | 773.766         |
| Salzburg         | 129.569                  | 47,20 %                  | 144.938       | 52,80 %       | 274.507         |
| Steiermark       | 297.400                  | 43,78 %                  | 381.955       | 56,22 %       | 679.355         |
| Tirol            | 179.281                  | 51,39 %                  | 169.587       | 48,61 %       | 348.868         |
| Vorarlberg       | 100.777                  | 58,59 %                  | 71.217        | 41,41 %       | 171.994         |
| Wien             | 498.168                  | 63,32 %                  | 288.608       | 36,68 %       | 786.776         |
| Österreich       | 2.251.517                | 50,35 %                  | 2.220.654     | 49,65 %       | 4.472.171       |

#### Mehrheitsverteilungen (grafisch)

Mehrheitsverteilung auf Ebene der politischen Bezirke, Statutarstädte und Wiener Gemeindebezirke (inklusive Briefwahlstimmen)
Mehrheitsverteilung auf Ebene der Gemeinden (ohne Briefwahlstimmen); Gemeinden mit Gleichstand (beide Kandidaten 50 %) sind grau gefärbt.

### Anfechtung des zweiten Wahlgangs
Am 8. Juni brachte der FPÖ-Vorsitzende Heinz-Christian Strache als Zustellungsbevollmächtigter des Wahlwerbers Norbert Hofer, vertreten durch den ehemaligen FPÖ-Justizminister und Rechtsanwalt Dieter Böhmdorfer, eine 152-seitige Beschwerdeschrift beim Verfassungsgerichtshof (VfGH) ein, die Mängel bei der Durchführung des zweiten Wahlgangs aufzeigen sollte. Der Wahlanfechtung schlossen sich Hofer selbst und ein nicht namentlich genannter Bürger an. Hofers Antrag wurde vom Verfassungsgerichtshof zurückgewiesen, weil er als Wahlwerber selbst das Wahlergebnis nicht anfechten kann, die des weiteren Antragstellers, weil auch einem Wahlberechtigten dieses Recht nicht zusteht.

#### Begründung der Anfechtung
Gemäß der Anfechtungsbeschwerde habe es bei der Auszählung der Briefwahlstimmen in 94 von 117 Bezirkswahlbehörden Gesetzwidrigkeiten gegeben.
Laut der Tageszeitung Kurier betrafen Straches Vorwürfe (auf Basis der Anfechtungsbeschwerde) unter anderem folgende Punkte:
- 573.275 Wahlkarten seien in nichtige und auszuzählende Karten vorsortiert worden,
- vorzeitig geöffnet betreffe 120.067 Stimmen,
- vorzeitig entnommen 80.953 Stimmen,
- vorzeitig ausgezählt 30.295 Stimmen,
- unbefugt ausgezählt – also ohne Kommission – 58.374 Stimmen.

Laut Robert Stein, dem Leiter der Wahlabteilung im Bundesministerium für Inneres, sei das Vorsortieren zur Erfassung bei der Bezirkswahlbehörde durchaus zulässig, solange die Stapel noch einmal von der Kommission geprüft werden können.

#### Reaktionen

##### Stimmen der Politik
Bundeskanzler Christian Kern warnte bereits vor der Anfechtung der Wahl vor „Verschwörungstheorien“, Vizekanzler Reinhold Mitterlehner bedauerte die „technischen Unzulänglichkeiten“ beim Urnengang. SPÖ-Klubchef Andreas Schieder kritisierte die „vielen Schlampereifehler“, betonte aber auch, diese hätten zwar keine Auswirkungen auf den Wahlausgang, jedoch auf die Stimmung.

##### Internationaler Pressespiegel
Die Reaktion der deutschsprachigen Auslandspresse schwankte von „Bestürzung bis hin zu Belustigung“. Die Berliner Tageszeitung etwa fasst zusammen: „Für die FPÖ lohnt sich die Klage in jedem Fall. Entscheidet das Verfassungsgericht für sie, wird die Wahl wiederholt. Verlieren Hofer und sein Impresario Heinz-Christian Strache, dürfen sie eine neue Verschwörung beklagen.“ Ähnlich der Mannheimer Morgen: „Egal, wie das Urteil schließlich ausfällt: Die FPÖ wird sich in der Opferrolle gefallen.“ Kritik an der Anfechtung äußerte auch Meret Baumann von der Neuen Zürcher Zeitung, wenn sie schreibt, es entspräche „der Taktik der FPÖ, Zweifel zu schüren. Sie gebärdet sich so als Opfer und einzige Partei, die ausserhalb eines korrumpierten Machtsystems stehe. So durchschaubar dies ist, verfängt es doch bei den Stammwählern, wie die Reaktionen in den sozialen Netzwerken seit der Wahl zeigen.“ Zugleich begrüßte sie jedoch die Überprüfung durch den VfGH, um Zweifel auszuräumen. Auch die Süddeutsche Zeitung begrüßt die VfGH-Überprüfung: „Auch wenn man den Habitus der Partei nicht mag und ihre Klage, man habe ihr übel mitgespielt, nicht nachvollziehen kann, so ist der Schritt, den die FPÖ am Mittwoch getan hat, dennoch richtig und wichtig. Auf diese Weise wird zum einen den Verschwörungstheoretikern der Wind aus den Segeln genommen. Der Rechtsstaat zeigt außerdem, dass er Kritiker ernst nimmt.“ (Zitiert nach News.) Eindeutig äußerten sich auch Carsten Luther und Florian Gasser in der Wochenzeitung Die Zeit, wenn sie konstatierten: „Mit der Anfechtung der Bundespräsidentenwahl in Österreich bringt die FPÖ die Botschaft unters Volk: Der Sieg ist uns gestohlen worden. Und sie hat noch höhere Ziele.“ Norbert Mappes-Niediek von der Südwest Presse stellte fest, es gehe der FPÖ nicht um Aufdeckung angeblicher Unregelmäßigkeiten, sondern darum, ihre Weltsicht zu verbreiten, die besage, es gebe eine „Wahrheit hinter der Wahrheit“ und „Lügenpresse und parteiliche Beamte“ hätten sich „hinter verschlossenen Türen geeinigt und deck[t]en alles zu“. Funktionäre der FPÖ selbst täten „sich in kreativem Umgang mit Regeln besonders leicht“.

##### Stellungnahmen von Verfassungsrechtlern
Heinz Mayer meinte in der ORF-Nachrichtensendung ZIB 2, dass angesichts der umfassenden Vorwürfe der Freiheitlichen der VfGH in den vorgesehenen vier Wochen eine Entscheidung (das ist rechtlich: ein Erkenntnis) kaum werde fällen können. Bernd-Christian Funk schätzte die Chancen auf erfolgreiche Anfechtung als eher gering ein, denn „Anzahl und Schwere der Rechtswidrigkeiten dürften nicht ausreichen, um die Wahl auszuhebeln“. Theo Öhlinger befand zwei der Beschwerdepunkte, nämlich die Auszählung von Stimmen nicht durch die gesamte Wahlkommission und die vorzeitige Veröffentlichung des Zwischenergebnisses, als sehr ernst zu nehmen. Wenn dies in Richtung von 30.000 betroffenen Stimmen gehe, werde die Wahl wohl wiederholt. Klaus Poier meinte, wenn die Vorwürfe stimmten, dass Personen, die nicht der Wahlkommission angehörten, in großem Stil Stimmen ausgezählt hätten, an der Wiederholung der Wahl kein Weg vorbeiführe. Dabei sei offen und eben durch den Verfassungsgerichtshof zu klären, ob dies auch zutreffe.
Der frühere VfGH-Präsident Ludwig Adamovich betonte im ZIB 2-Interview am 20. Juni 2016, ohne damit eine Prognose abgeben zu wollen, die strenge Judikatur des Gerichtshofes bei Vorschriften, die die Unabhängigkeit des Wahlvorganges sichern sollen. Eine Abweichung von dieser könne er sich schwer vorstellen. Im Fall der Aufhebung sei eine bundesweite Neuwahl nicht zwingend, aber das Argument, dass einzelne Wähler bei einer begrenzten Neuaustragung eine zweite Stimme erhalten könnten, habe einiges für sich.

#### Aufhebung des zweiten Wahlgangs

##### Verfahren

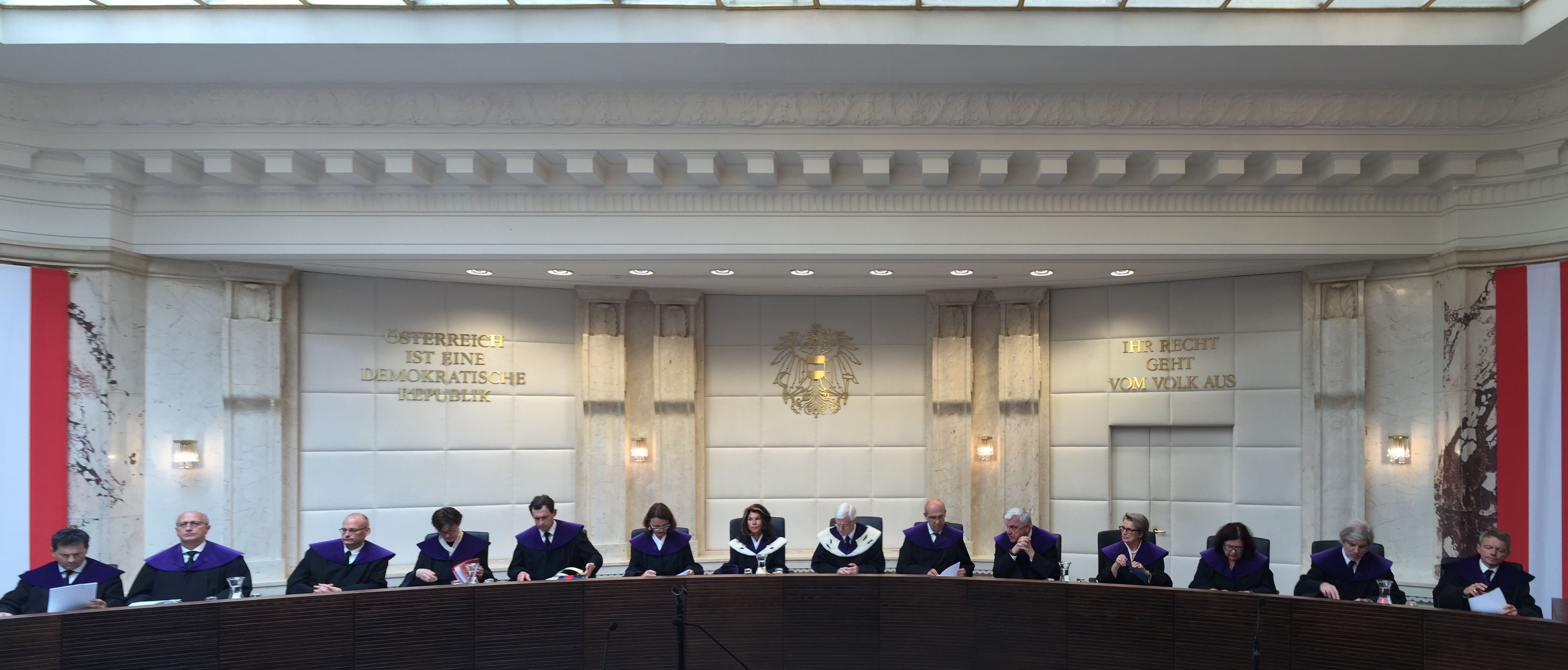
Der Verfassungsgerichtshof – hier an einem Verhandlungstag im Wahlanfechtungsverfahren – ordnete am 1. Juli 2016 die Wiederholung der Stichwahl an.

Der Verfassungsgerichtshof beraumte von 20. bis 23. Juni 2016 eine öffentliche Verhandlung zur Zeugeneinvernahme von 90 Personen, hauptsächlich Mitglieder von Bezirkswahlbehörden, an. Diese wurden von den Verfassungsrichtern sowie Vertretern der beiden Stichwahlkandidaten befragt. Ein Erkenntnis über die Wahlanfechtung war innerhalb der gesetzlich vorgesehenen Frist von vier Wochen und damit bis spätestens 6. Juli, zwei Tage vor der geplanten Angelobung Van der Bellens, geplant. Die Bundeswahlbehörde im Innenministerium sah in ihrer Gegenschrift keinen Grund zur Wahlwiederholung. Laut den ihr vorliegenden Niederschriften zur Briefwahlauszählung sei in allen 113 Bezirkswahlbehörden korrekt vorgegangen worden, es lägen keine Hinweise auf Manipulationen vor und eine Vorsortierung der Wahlkarten sei nicht rechtswidrig.
In seiner Stellungnahme ging der Verein Gemeinsam für Van der Bellen davon aus, dass der Wille der Wähler unverfälscht in den bekannt gegebenen Ergebnissen zum Ausdruck kommt. Weiters wurde beantragt, abweichend von der bisherigen Praxis, anhand der vorliegenden Stimmzettel der Briefwahl von 17 Wahlbezirken, bei welchen Zweifel vorliegen könnten, zu überprüfen, ob eine Manipulation auch tatsächlich stattgefunden habe und damit ein Einfluss allfälliger Mängel auf das Wahlergebnis vorliege. Schließlich wurde für den als unwahrscheinlich angesehenen Fall von relevanten Unrechtmäßigkeiten angeregt, die Wahl nur für die Briefwahl und hier nur in betroffenen Bezirken zu wiederholen.

##### Erkenntnis des Verfassungsgerichtshofes
Nach Durchführung von mündlichen Einvernahmen und Verhandlungen gab der Verfassungsgerichtshof am 1. Juli 2016 der Wahlanfechtung statt und ordnete die Wiederholung des zweiten Wahlgangs (die Stichwahl) in ganz Österreich an.
In der mündlichen Begründung führte Gerhart Holzinger als Präsident des Verfassungsgerichtshofes aus, dass verschiedene Formalvorschriften des Wahlgesetzes nicht eingehalten wurden. Zum einen gab es in 14 der 20 in der 152-seitigen Wahlanfechtung genannten Wahlbezirke, in denen insgesamt 77.926 Briefwahlstimmen abgegeben wurden, nicht vorschriftsmäßige Vorgänge bei der Auszählung, wie zu frühes Öffnen der Kuverts, zu frühes Entnehmen und Sortieren der Stimmzettel, sowie Auszählung auch durch Unbefugte. Ein Nachweis, dass es tatsächlich zu Manipulationen gekommen ist, konnte vom VfGH zwar nicht gefunden werden, dies sei jedoch nach ständiger Rechtsprechung des VfGH (zurückgehend auf eine Wahlaufhebung mit ebenfalls vorausgehender mündlicher Zeugenbefragungen im Jahr 1927, da gesetzwidrig ein Wahlakt noch einmal geöffnet wurde) für die Aufhebung der Wahl angesichts der Rechtswidrigkeiten nicht erforderlich, die Möglichkeit ist ausreichend. Zugleich hielt der VfGH aber ausdrücklich fest, dass keiner der einvernommenen Zeugen Anhaltspunkte für tatsächliche Manipulationen wahrgenommen hat. Da die Wähler, die ihre Stimme per Briefwahl abgaben, im Wählerregister nicht gesondert aufgelistet sind und keinen eigenen Wahlsprengel bilden, kann die Wahl nicht nur auf diese beschränkt wiederholt werden. Demnach muss die Wahl im gesamten Bundesgebiet erneut durchgeführt werden. Die Mathematiker Erich Neuwirth und Walter Schachermayer haben zudem den statistischen Nachweis erbracht, dass es höchst unwahrscheinlich sei, dass die betroffenen „kontaminierten“ Stimmen tatsächlich zu einer Umkehr des Wahlergebnisses geführt hätten.
Zum anderen gab die Bundeswahlbehörde am Wahltag bereits ab etwa 13 Uhr und damit vor Schließung der letzten Wahllokale um Punkt 17 Uhr erste Ergebnisse „an ausgewählte Empfänger, insbesondere an Medien und Forschungsinstitute“ weiter. Zwar gibt es nach Feststellung des VfGH keine Regelung, die die Weitergabe von Wahlteilergebnissen vor Wahlschluss verhindert. Doch wertet der VfGH diese, nicht nur bei dem gegenständlichen zweiten Wahlgang der Bundespräsidentenwahl, sondern bei allen unterschiedlichen Körperschafts- und Direktwahlen in Österreich von den jeweils obersten Wahlbehörden jahrzehntelang geübte Praxis der „systematischen Weitergabe von Teilwahlergebnissen“ zu Zwecken der Hochrechnung am Wahlabend an den ORF und an die Austria Presse Agentur (APA) sowie von dieser unter Setzung einer sogenannten „Sperrfrist“ weiter an Dritte (neben ausgewählten Medien auch an die wahlwerbenden Parteien), als potenziell wahlbeeinflussend, denn: „Der Wähler darf in seiner Wahl nicht beeinflusst werden“ sowie: „Diese Wahlwidrigkeit konnte auf das Wahlergebnis von Einfluss sein.“. Allein auch aus diesem Grund – und unabhängig von den oben dargestellten Gesetzesverletzungen – war nach Erkenntnis des VfGH der Wahlgang zu wiederholen.
Wenngleich den Mitgliedern des VfGH die geübte Praxis der vorzeitigen Weitergabe von Teilergebnissen bekannt war, so betonte Holzinger, darauf angesprochen, ob sich das Erkenntnis auch auf andere Wahlen auswirken werde, dass der VfGH „nur Fehler beurteilen [kann], die an uns herangetragen werden“.

##### Pressereaktionen
Robert Misik urteilte im Spiegel, es handle sich um einen „skurrilen Triumph des Rechtsstaats“, da es nachweislich keine Manipulationen gegeben habe und „nur im formaljuristischen Detailbereich geschludert“ worden sei. Die Standards des Verfassungsgerichts seien „lebensfremd und weitgehend unpraktikabel“. Im Übrigen seien auch die Wahlbeisitzer der FPÖ ihrer Kontrollpflicht nicht nachgekommen, da sie „die Korrektheit aller Abläufe unterschrieben“ und dies dann widerrufen hätten. Für Cathrin Kahlweit von der Süddeutschen Zeitung haben die Richter gezeigt, dass Österreich „keine Bananenrepublik“ sei, und das sei „paradoxerweise“ das Verdienst der FPÖ, die „Politikverdrossenheit schürt“ und „Hassreden duldet“. Von einem Rechtsstaat „profitieren auch diejenigen, die ihn verachten“, schreibt Stephan Hebel in der Frankfurter Rundschau und stellt fest, das sollte auch vielen FPÖ-Wählern zu denken geben. Er sieht nun die Brüsseler und auch die deutschen Politiker in der Pflicht, die EU und Europa zu „verändern, um es zu verteidigen“ und um sich nicht „am nächsten Triumph des Rechtspopulismus schuldig [zu] machen“. Julia Ortner stellt hingegen in der News fest, dass es der FPÖ überhaupt nicht mehr primär darum ginge, das Bundespräsidentenamt zu erringen, sondern sie habe „ihr höchstes Ziel in der großen Inszenierung des Kampfes um die Hofburg schon erreicht“, nämlich „das Vertrauen in den Staat und seine Institutionen grundlegend zu erschüttern.“

##### Konsequenz: Wahlwiederholung und interimistisches Kollegialorgan
Auf Vorschlag der Bundesregierung wurde am 8. Juli 2016 im Einvernehmen mit dem Hauptausschuss des Nationalrates der Termin der Wahlwiederholung auf den 2. Oktober 2016 festgelegt. Die Angelobung des neugewählten Bundespräsidenten (Hofer oder Van der Bellen) vor der Bundesversammlung sollte in der Woche vom 28. November zum 2. Dezember 2016 stattfinden.
Bis dahin hatten gemäß Bundes-Verfassungsgesetz (B-VG) als Kollegialorgan die drei Nationalratspräsidenten Doris Bures (SPÖ), Karlheinz Kopf (ÖVP) und der zugleich selbst für die Präsidentschaft kandidierende Norbert Hofer die Amtsgeschäfte der seit dem Ende der Amtszeit von Heinz Fischer am 8. Juli 2016 „dauernd erledigten Stelle“ des Bundespräsidenten zu führen.

#### Verfolgung durch Staatsanwaltschaft
Angesichts der Unregelmäßigkeiten bei der Stimmenauszählung nach der Präsidentenwahl ermittelt die Wirtschafts- und Korruptionsstaatsanwaltschaft (WKStA) gegen Mitglieder von 20 Gemeinde- und Bezirkswahlbehörden. Basierend auf einer Anzeige des Innenministeriums nach erfolgter Wahlanfechtung. Konkret wird vorgeworfen, „dass ohne Anwesenheit von Beisitzern Briefwahlkuverts geöffnet sowie die Stimmzettel geprüft und ausgezählt wurden“. Die Beisitzer hatten trotz der rechtswidrigen Vorgänge in mehreren Fällen eine rechtlich korrekte Vorgehensweise bestätigt. Damit steht sowohl der Vorwurf des Amtsmissbrauchs als auch der „Falschbeurkundung im Amt“ im Raum.

### Wahlwiederholung (der Stichwahl)

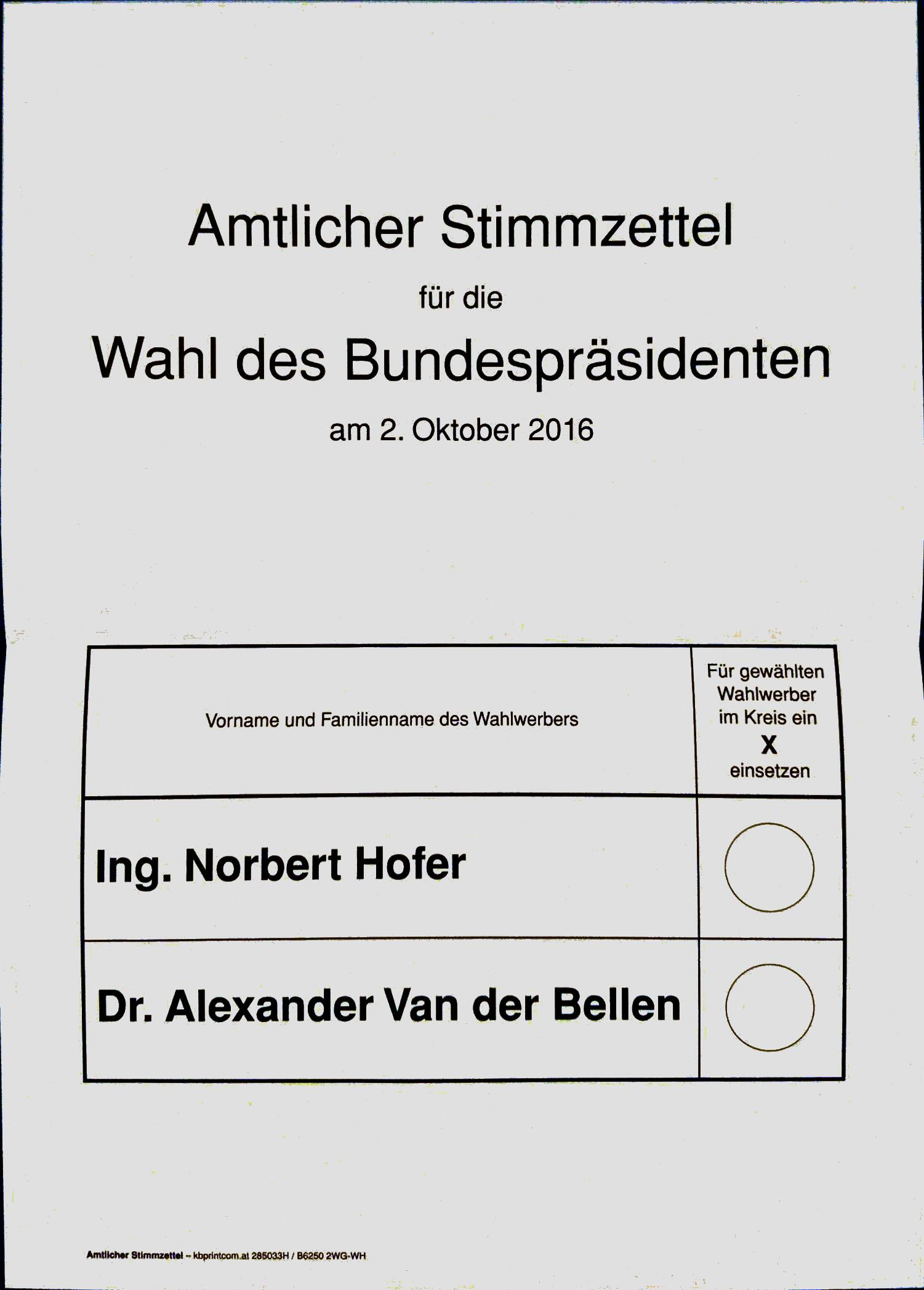
Amtlicher Stimmzettel für die abgesagte Wiederholung des zweiten Wahlgangs am 2. Oktober 2016

Die Wiederholung der Stichwahl war für 2. Oktober 2016 vorgesehen, mit dem Versand von Briefwahlunterlagen und Plakatierungen wurde Ende August 2016 begonnen. Um die Stichwahl durchzuführen, wurden von der Firma kbprintcom.at 9,2 Millionen Stimmzettel und 1,5 Millionen Wahlkarten hergestellt. Die Wahlkarten bestehen aus einem verschließbaren Briefumschlag in der Länge von 281 mm und in der Breite von 216 mm, in den die Stimmzettel in einem weiteren Kuvert eingefügt werden müssen. Die persönlichen Daten der Wahlberechtigten, insbesondere deren eigenhändige Unterschrift, sind auf der Wahlkarte durch eine verschließbare Lasche abgedeckt.
Für die Wahl sind etwa 50.000 Wahlbeisitzer im Wahllokal notwendig, die von den Parteien nominiert werden und bisher je nach Gemeinde gar nicht oder auch recht unterschiedlich für ihre Tätigkeit entlohnt wurden. Wahlbeisitzer sind grundsätzlich fünf Jahre im Amt, können jedoch ausgetauscht werden, wenn sie am Wahltag verhindert sind. Nur in manchen Kommunen wird pro Wahleinsatz ein Essen bezahlt, in manchen „eine kleine finanzielle Entschädigung“. Wiener Neustadt bezahlt etwa 25 Euro und eine kleine Jause, St. Pölten sogar 12 Euro je Stunde der Anwesenheit.
Gemeindebund-Präsident Helmut Mödlhammer befürchtete durch die Wahlwiederholung Zusatzkosten für die Kommunen. Damit das Innenministerium Kosten der Gemeinde für die Beisitzer übernehmen könne, benötige es speziell für den Fall einer Wahlwiederholung eine Gesetzesänderung. Eine E-Learning-Schulung für Wahlbeisitzer sollte im September zur Verfügung stehen.

### Verschiebung der Wiederholung der Stichwahl

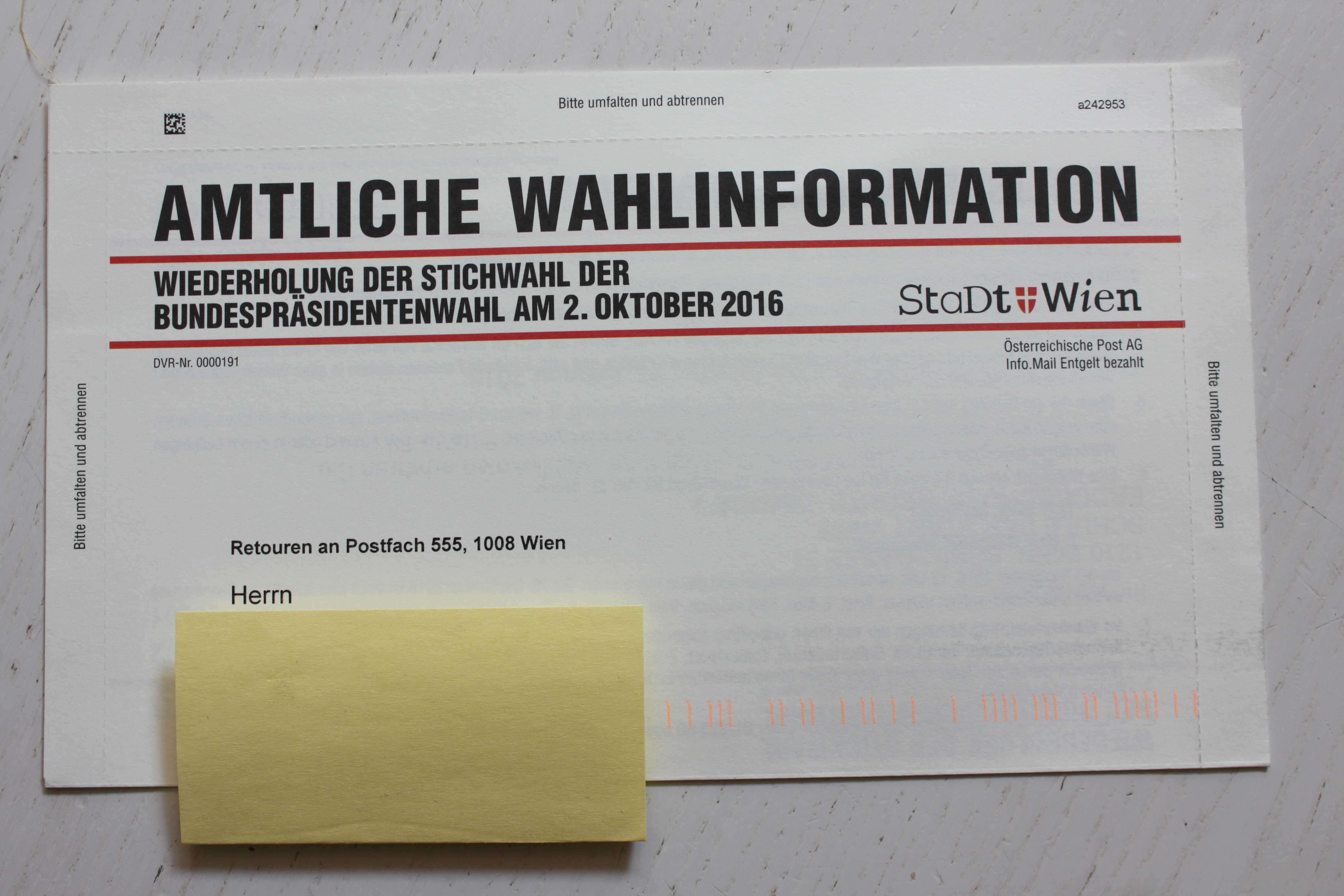
Amtliche Wahlinformation der Stadt Wien, zur Wiederholung der Stichwahl am 2. Oktober, zugestellt am 12. September, laut Medienberichten am 12. September bereits ungültig

Am 2. September wurde kolportiert, dass ein Teil der versendeten Briefwahlunterlagen Fehler aufweise. Dabei handelte es sich um einige der Wahlkartenkuverts, bei denen sich Klebestellen aufgelöst hatten. Im Folgenden wurde berichtet, dass dieser Umstand dazu führen könne, dass die in solchen Kuverts abgegebenen Briefwahlstimmen für ungültig erklärt werden müssten.
Da sich in den Tagen danach das Auftreten defekter Wahlkarten häufte, kündigte Innenminister Wolfgang Sobotka am 12. September eine Verschiebung des Wahltermins an. Am 12. September verständigten sich die Klubobleute darauf, die Wahl auf den 4. Dezember 2016 zu verschieben. Da die Möglichkeit einer Verschiebung nach geltender Rechtslage nicht geregelt ist, wurde die Verschiebung in einer Novelle des Bundespräsidentenwahlgesetzes durch Aufhebung der entsprechenden Verordnung der Bundesregierung und Festsetzung des neuen Termins mittels Verfassungsbestimmung angeordnet. Der entsprechende Antrag wurde am 13. September von den Klubobleuten Andreas Schieder (SPÖ), Reinhold Lopatka (ÖVP), Eva Glawischnig-Piesczek (Die Grünen) und Matthias Strolz (NEOS) im Nationalrat eingebracht und an den Verfassungsausschuss verwiesen, der ihn am 15. September mit geringfügigen Änderungen billigte. Am 21. September fasste der Nationalrat einen entsprechenden Beschluss, am 23. September beschloss der Bundesrat, keinen Einspruch zu erheben. Mit der Unterzeichnung durch das die Funktion des Bundespräsidenten ausübende Nationalratspräsidium, die Gegenzeichnung durch den Bundeskanzler und der am 26. September erfolgten Kundmachung im Bundesgesetzblatt erlangte der Beschluss Gesetzeskraft.
Im Juli 2017 musste die Druckerei kbprintcom.at, die für die fehlerhaften Kuverts verantwortlich war, 500.000 Euro Schadenersatz an die Republik Österreich zahlen.
Cathrin Kahlweit bezeichnete die Verschiebung der Wiederholung in der SZ als „Desaster“ und „Uhu-Gate“. Kate Connolly vom Guardian schrieb von einer „weiteren Peinlichkeit“ und zitierte Heinz-Christian Strache, der von einer „Verschwörung“ und einem „taktischen Manöver“ gesprochen hatte.
Aufgrund des langen Verfahrens wurde der Spruch „Bundespräsidentenwahl 2016–2019: Ich war dabei!“, der zwischenzeitlich auf T-Shirts angeboten wurde, von der Forschungsstelle für Österreichisches Deutsch zum Spruch des Jahres gewählt.

#### Änderung bei Wahlberechtigung
Zur Stichwahlwiederholung wurden auch Wähler zugelassen, die zur Wahl und zur ersten Stichwahl nicht berechtigt waren. Mit der Änderung des Wahlgesetzes sollten all jene Personen als wahlberechtigt erfasst werden, die am voraussichtlichen Wahltag 4. Dezember 2016 zumindest das 16. Lebensjahr vollendet haben würden.

#### Neuerliche Fristerstreckung
Die ursprünglich mit dem 27. September 2016 bestimmte Frist zur Eintragung in die Wählerverzeichnisse wie auch in die Wählerevidenzen der Auslandsösterreicher wurde angesichts der Stichwahlwiederholungsverschiebung bis zum 27. Oktober 2016 verlängert.

#### Änderung des Briefwahlkuverts
Wolfgang Peschorn, Leiter der Finanzprokuratur, kündigte am 16. September 2016 an, dass der Wahlkartenauftrag nicht neu vergeben werden soll, sondern kbprintcom.at zur Ersatzlieferung verpflichtet werden soll. Das geplante Gesetz verlangt nun wieder jenen Typ Wahlkarten, der schon 1990 bis 2009 verwendet worden ist. kbprintcom.at hat dafür jedoch keine Fertigungsstrecke und darf sich eines Sublieferanten bedienen. kbprintcom.at ist auf Endlospapiere, Bürodrucksachen und Behördendrucksorten spezialisiert. Den Bereich Behördendruck hat kbprintcom.at im Zuge der Privatisierung der Staatsdruckerei von dieser übernommen, diese kommt nun als die Herstellung ausführender Subunternehmer in Frage.
Die Forderung von Schadenersatz für die Kosten der Wahlverschiebung an die kbprint als Lieferantin der mangelhaften Wahlkarten wird überprüft. Forensisch wird nach der Ursache des Versagens der Klebestellen der Endlosdruck-Wahlkarten gesucht. Die neue Rechnungshof-Präsidentin Margit Kraker kündigte für nach der Wahl eine Prüfung der Pannen rund um die Verschiebung der Stichwahl an. Die Wahl konnte wiederum von der OSZE beobachtet werden. In den Medien wurde besprochen, dass die Firma kbprintcom.at in der letzten Bilanz (Geschäftsjahr 2014/2015, gelaufen bis 31. Jänner 2015) Verluste schrieb.

### Ergebnis der Wiederholung des zweiten Wahlgangs

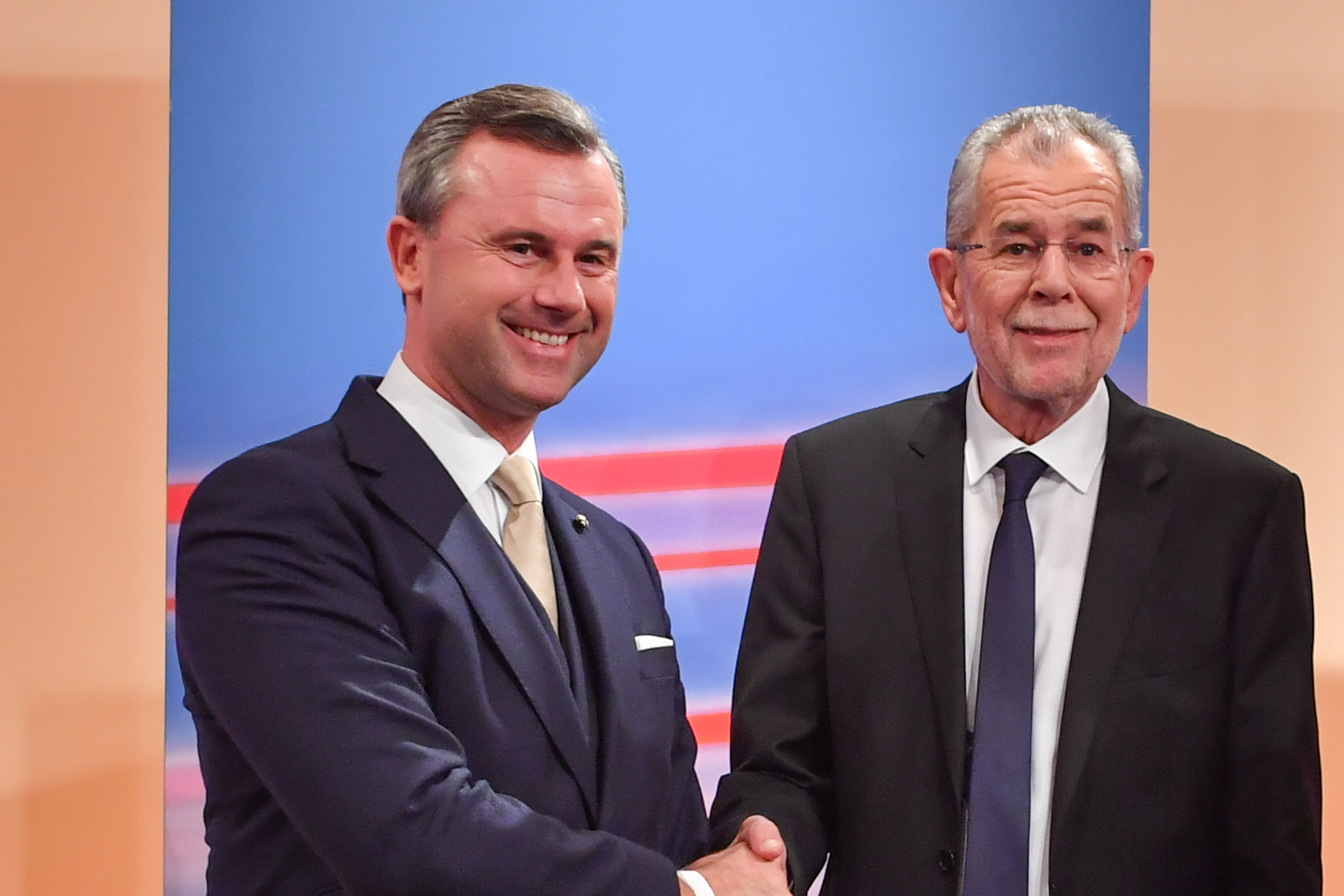
Hofer und Van der Bellen bei der Bekanntgabe des vorläufigen Ergebnisses

Bei der Wiederholung der Stichwahl am 4. Dezember hatte sich die Wahlbeteiligung weiter erhöht und lag bei 74,21 %, im Vergleich zu 72,75 % bei der aufgehobenen Stichwahl im Mai. Alexander Van der Bellen konnte seinen Stimmanteil auf 53,79 % erhöhen, während sein Gegner Norbert Hofer im Vergleich zur Wahl im Mai sowohl Prozentpunkte als auch Stimmen verlor. Auf ihn entfielen 46,21 % der gültigen Stimmen.

#### Gesamtergebnis
|                    | Anzahl         | Anteil        | Anzahl        | Anteil  |
| ohne Briefwahl     | ohne Briefwahl | mit Briefwahl | mit Briefwahl |         |
| ------------------ | -------------- | ------------- | ------------- | ------- |
| Wahlberechtigte    | 6.399.607      |               | 6.399.607     |         |
| Wahlbeteiligung    |                | 64,56 %       |               | 74,21 % |
| Abgegebene Stimmen | 4.131.800      |               | 4.749.339     |         |
| • davon gültig     | 3.991.451      | 96,60 %       | 4.597.553     | 96,80 % |
| • davon ungültig   | 140.349        | 3,40 %        | 151.786       | 3,20 %  |

Nachstehend die mit dem amtlichen Endergebnis veröffentlichten Gesamtsummen der auf die beiden Wahlwerber abgegebenen gültigen Stimmen (Wahlwerbersummen):
| Kandidat                 | gültige Stimmen | Anteil  |
| ------------------------ | --------------- | ------- |
| Alexander Van der Bellen | 2.472.892       | 53,79 % |
| Norbert Hofer            | 2.124.661       | 46,21 % |

#### Bundesländerergebnisse
Im Vergleich zur aufgehobenen Stichwahl konnte Van der Bellen in allen Bundesländern zulegen und gewann auch diesmal wieder die acht Landeshauptstädte für sich. Salzburg und Niederösterreich, die im Mai noch mehrheitlich für Norbert Hofer stimmten, gingen bei der Wiederholungswahl an Alexander Van der Bellen.

Mehrheiten nach Bundesländern

| Bundesland       | Alexander Van der Bellen | Alexander Van der Bellen | Norbert Hofer | Norbert Hofer | Gültige Stimmen |
| Bundesland       | Zahl                     | %                        | Zahl          | %             | Summe           |
| ---------------- | ------------------------ | ------------------------ | ------------- | ------------- | --------------- |
| Burgenland       | 73.581                   | 41,87 %                  | 102.147       | 58,13 %       | 175.728         |
| Kärnten          | 139.276                  | 45,41 %                  | 167.425       | 54,59 %       | 306.701         |
| Niederösterreich | 498.849                  | 50,66 %                  | 485.874       | 49,34 %       | 984.723         |
| Oberösterreich   | 440.631                  | 55,27 %                  | 356.619       | 44,73 %       | 797.250         |
| Salzburg         | 146.616                  | 51,97 %                  | 135.483       | 48,03 %       | 282.099         |
| Steiermark       | 325.960                  | 47,26 %                  | 363.778       | 52,74 %       | 689.738         |
| Tirol            | 201.160                  | 54,69 %                  | 166.650       | 45,31 %       | 367.810         |
| Vorarlberg       | 113.122                  | 62,53 %                  | 67.791        | 37,47 %       | 180.913         |
| Wien             | 533.697                  | 65,68 %                  | 278.894       | 34,32 %       | 812.591         |
| Österreich       | 2.472.892                | 53,79 %                  | 2.124.661     | 46,21 %       | 4.597.553       |

#### Mehrheitsverteilungen (grafisch)

Mehrheitsverteilung auf Ebene der politischen Bezirke, Statutarstädte und Wiener Gemeindebezirke (inklusive Briefwahlstimmen)
Mehrheitsverteilung auf Ebene der Gemeinden (ohne Briefwahlstimmen)

## Weitere Wirkungen
Die Wahlen zum Österreichischen Wort des Jahres 2016 und seiner Nebenkategorien standen im Zeichen der Bundespräsidentenwahl – vier von fünf Wertungssieger bezogen sich direkt oder indirekt darauf:
- Wort des Jahres: Bundespräsidentenstichwahlwiederholungsverschiebung
- Unwort des Jahres: Öxit
- Spruch des Jahres: „Bundespräsidentenwahl 2016-2019: Ich war dabei!“
- Unspruch des Jahres: „Sie werden sich noch wundern, was alles möglich ist!“ – Norbert Hofer

Für die FPÖ brachte Parteianwalt Dieter Böhmdorfer 2018 eine Klage gegen die Republik Österreich auf 3,4 Millionen Euro Schadenersatz für die Wahlkampfkosten ein, die ihr durch den zweiten Wahldurchgang entstanden waren, den sie durch ihre Wahlanfechtung erreicht hatte. Die Klage wurde in erster Instanz vom Wiener Landesgericht für Zivilrechtssachen und ebenso vom Oberlandesgericht Wien als Berufungsgericht abgewiesen. Die FPÖ verfolgte ihre Klage weiter und trug sie mittels des Rechtsmittels der Revision vor den Obersten Gerichtshof, der dieser im April 2020 nicht Folge gab.
Durch die Wahlwiederholung entstanden den Gemeinden, Ländern und dem Bund Mehraufwand in der Höhe von mindestens 8,47 Mio. Euro. Die Republik Österreich forderte daher von 18 Wahlleitern Schadenersatz in Höhe von je 36.000 Euro. Zwei Wahlleiter bezahlten den Betrag, gegen die anderen 16 wurden Klagen eingebracht.

## Rechtsgrundlagen
- Art. 60 B-VG in der zum Zeitpunkt der Wahl gültigen Fassung vom 1. Oktober 2011
- Bundespräsidentenwahlgesetz 1971 in der Fassung 1. Jänner 2016 (BGBl. I Nr. 158/2015)
- Verordnung der Bundesregierung über die Ausschreibung der Wahl des Bundespräsidenten, die Festsetzung des Wahltages und des Stichtages (BGBl. II Nr. 28/2016)
- Kundmachung der Wahlvorschläge für die Bundespräsidentenwahl am 24. April 2016 (PDF; 246 KB). Bundeswahlbehörde, GZ.: BMI-WA1220/0070-III/6/2016 vom 24. März 2016.
- Kundmachung über das Ergebnis der Bundespräsidentenwahl am 24. April 2016 sowie die Vornahme eines zweiten Wahlganges am 22. Mai 2016 gemäß § 16 Abs. 5 und § 19 Abs. 1 des Bundespräsidentenwahlgesetzes 1971 – BPräsWG (PDF; 374 KB). Bundeswahlbehörde, GZ.: BMI-WA1220/0213-III/6/2016 vom 2. Mai 2016.